# Camino de Santiago Francés
El Camino de Santiago Francés es ahora el itinerario más transitado en España para la peregrinación a Santiago de Compostela y surca el norte de la Península hasta el extremo occidental, siendo la ruta troncal a la que van afluyendo, a lo largo de su recorrido, los peregrinos que transitan por otras rutas jacobeas procedentes de diferentes partes de España. Forma el Sendero de Gran Recorrido GR-65, que es, a su vez, parte del Sendero Europeo E-3. 
También fue llamado «Ruta Interior», en contraposición a la «Ruta de la Costa» o Camino del Norte, el itinerario del norte que seguía a través de las localidades de la costa cantábrica. 
En un primer lugar, en sentido estricto, el Camino francés comienza justo aguas arriba de la Puente la Reina de Navarra (no confundir con la Puente la Reina de Jaca), en la unión entre el Camino aragonés y el Camino navarro. 
En un segundo lugar, según otra acepción, incluiría el Camino navarro y comenzaría a los pies del franqueo de los Pirineos, es decir, inicialmente en Saint-Michel y en la actualidad en San Juan Pie de Puerto.
Por último, en un tercer lugar, en el sentido más amplio de todos, como para el Camino navarro, comenzaría aún más atrás, en tierras francesas tras pasar el puerto de Roncesvalles, en la estela de Gilbraltar a Uhart-Mixe, en la confluencia de las tres rutas jacobeas francesas —que llegan de Tours (la Via Turonensis), de Vézelay (Via Lemovicensis) y de Le Puy-en-Velay (la Via Podiensis)—, es decir, en la entrada en la Baja Navarra, territorio que una vez fue parte del Reino de Navarra. La ruta original habría sido la Via Tolosana, la ruta procedente de Francia que cruzaba los Pirineos por el puerto oscense de Somport, y que continuaba por el Camino aragonés o franco-aragonés.
El trazado de esta ruta tiene algunas variantes históricas. Y también hoy las comunidades locales han introducido nuevas variantes para adaptarse en especial a los cambios en el poblamiento, el turismo, el paisaje y cultura del norte.
Esta ruta, dada su extraordinaria riqueza cultural, artística y paisajística, está inscrita, desde 1993, como Patrimonio de la Humanidad por la UNESCO. También es un Itinerario Cultural Europeo (ICE), una etiqueta creada por el Consejo de Europa para promover una cultura europea común. La ruta se encuentra en la actualidad bien documentada y dotada de señalización e infraestructuras adecuadas.

## Trazado de la ruta

### Ruta principal

#### En Navarra

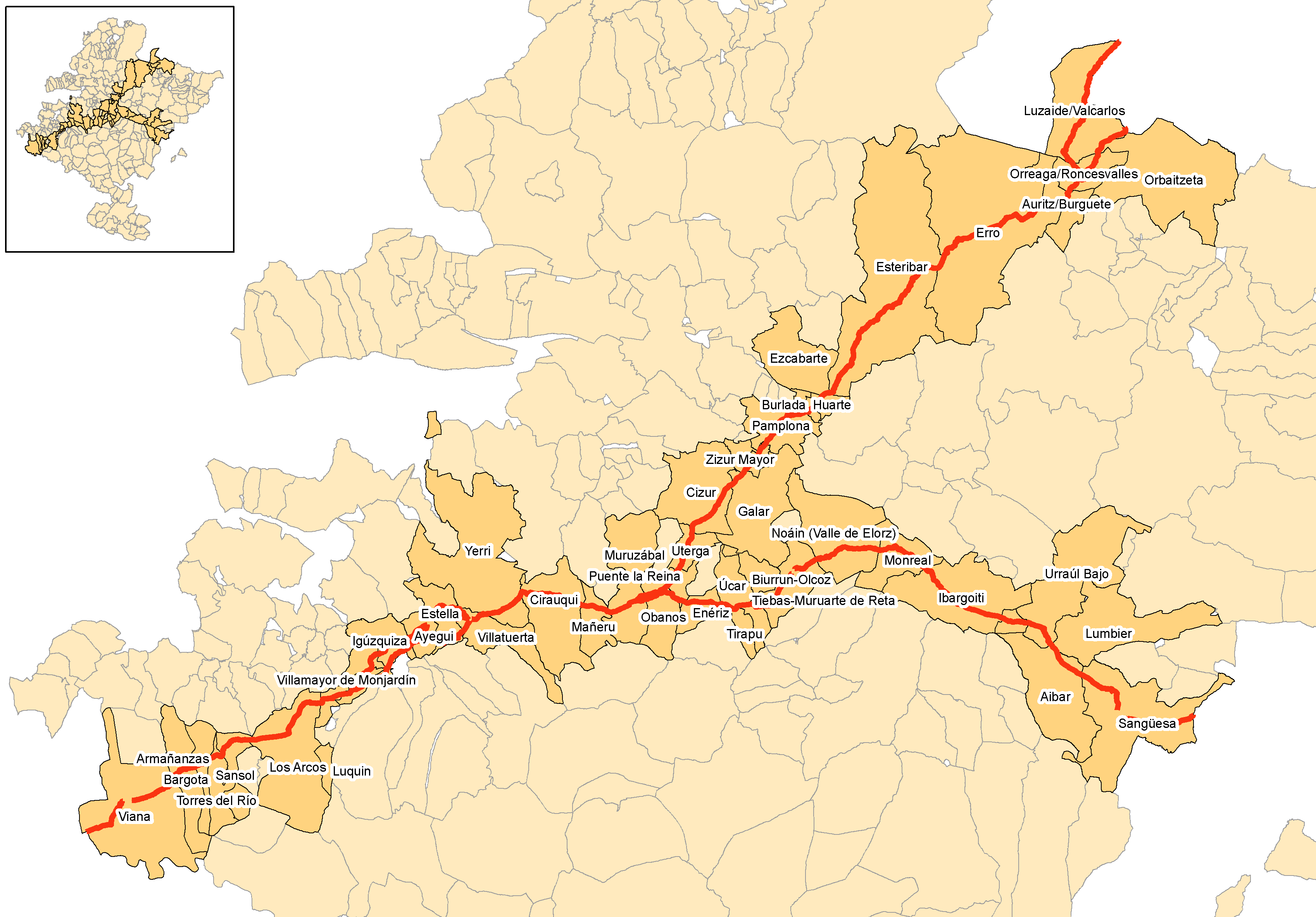
Camino de Santiago en Navarra.

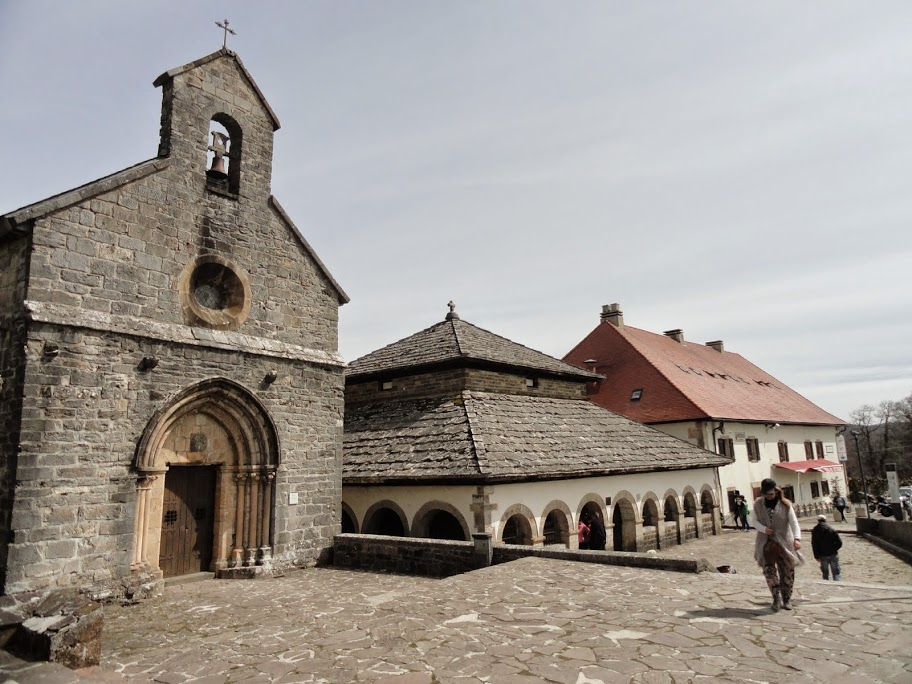
Capilla de Santiago en Roncesvalles

| Localidad o municipio                       | Provincia | A Santiago (km) | Altitud (m) | Web                                                   |
| ------------------------------------------- | --------- | --------------- | ----------- | ----------------------------------------------------- |
| Valcarlos                                   | Navarra   | 772             | 365         |                                                       |
| Lepoeder (Camino alto, cerrado en invierno) | Navarra   | 762             | 1430        |                                                       |
| Puerto de Ibañeta (Camino bajo)             | Navarra   | 757             | 1057        |                                                       |
| Roncesvalles                                | Navarra   | 755             | 950         |                                                       |
| Burguete                                    | Navarra   | 752             | 885         |                                                       |
| Espinal                                     | Navarra   | 749             | 870         |                                                       |
| Puerto de Mezquíriz                         | Navarra   | 748             | 925         |                                                       |
| Viscarret-Guerendiáin                       | Navarra   | 744             | 780         |                                                       |
| Linzoáin                                    | Navarra   | 742             | 740         |                                                       |
| Puerto de Erro                              | Navarra   | 739             | 801         |                                                       |
| Zubiri                                      | Navarra   | 733             | 530         |                                                       |
| Larrasoaña                                  | Navarra   | 728             | 500         |                                                       |
| Aquerreta                                   | Navarra   | 727             | 541         |                                                       |
| Zuriáin                                     | Navarra   | 724             | 520         |                                                       |
| Iroz                                        | Navarra   | 722             | 505         |                                                       |
| Zabaldica                                   | Navarra   | 720             | 500         |                                                       |
| Villava                                     | Navarra   | 715             | 430         |                                                       |
| Burlada                                     | Navarra   | 715             | 423         |                                                       |
| Pamplona                                    | Navarra   | 706 o 712       | 446         |                                                       |
| Cizur Menor                                 | Navarra   | 707             | 425         |                                                       |
| Zariquiegi                                  | Navarra   | 701             | 610         |                                                       |
| Erreniega                                   | Navarra   | 699             | 765         |                                                       |
| Uterga                                      | Navarra   | 695             | 480         | Archivado el 5 de octubre de 2017 en Wayback Machine. |
| Muruzábal                                   | Navarra   | 692             | 440         | Archivado el 5 de octubre de 2017 en Wayback Machine. |
| Obanos                                      | Navarra   | 691             | 400         |                                                       |
| Puente la Reina                             | Navarra   | 688             | 345         |                                                       |
| Mañeru                                      | Navarra   | 683             | 460         |                                                       |
| Cirauqui                                    | Navarra   | 681             | 480         |                                                       |
| Lorca                                       | Navarra   | 675             | 460         |                                                       |
| Villatuerta                                 | Navarra   | 670             | 430         |                                                       |
| Estella                                     | Navarra   | 666             | 426         |                                                       |
| Ayegui                                      | Navarra   | 664             | 490         |                                                       |
| Monasterio de Irache                        | Navarra   | 661             | 520         |                                                       |
| Azqueta                                     | Navarra   | 659             | 590         |                                                       |
| Villamayor de Monjardín                     | Navarra   | 657             | 675         |                                                       |
| Urbiola                                     | Navarra   | 654             | 595         |                                                       |
| Los Arcos                                   | Navarra   | 644             | 450         |                                                       |
| Sansol                                      | Navarra   | 638             | 460         |                                                       |
| Torres del Río                              | Navarra   | 637             | 460         |                                                       |
| Viana                                       | Navarra   | 626             | 440         |                                                       |

#### En Aragón
| Municipio                                   | Provincia | A Santiago (km) | Web                                                  |
| ------------------------------------------- | --------- | --------------- | ---------------------------------------------------- |
| Somport (Aísa)                              | Huesca    | 870             |                                                      |
| Estación de Canfranc (Canfranc)             | Huesca    | 862             |                                                      |
| Canfranc                                    | Huesca    | 858             |                                                      |
| Villanúa                                    | Huesca    | 853             |                                                      |
| Castiello de Jaca                           | Huesca    | 846             |                                                      |
| Jaca                                        | Huesca    | 838             |                                                      |
| Santa Cruz de la Serós                      | Huesca    | 822             |                                                      |
| Santa Cilia de Jaca                         | Huesca    | 807             |                                                      |
| Puente la Reina de Jaca                     | Huesca    | 801             |                                                      |
| Arrés (Bailo)                               | Huesca    | 798             |                                                      |
| Martés (Canal de Berdún)                    | Huesca    | 792             |                                                      |
| Mianos                                      | Zaragoza  | 785             |                                                      |
| Artieda                                     | Zaragoza  | 780             |                                                      |
| Ruesta (Urriés)                             | Zaragoza  | 772             |                                                      |
| Undués de Lerda                             | Zaragoza  | 763             |                                                      |
| Sangüesa                                    | Navarra   | 753             |                                                      |
| Liédena                                     | Navarra   | 748             |                                                      |
| Lumbier                                     | Navarra   | 742             | Archivado el 17 de mayo de 2014 en Wayback Machine.  |
| Nardués (Urraúl Bajo)                       | Navarra   | 737             |                                                      |
| Aldunate (Urraúl Bajo)                      | Navarra   | 736             |                                                      |
| Izco (Ibargoiti)                            | Navarra   | 731             | Archivado el 14 de junio de 2009 en Wayback Machine. |
| Abínzano (Ibargoiti)                        | Navarra   | 729             |                                                      |
| Salinas de Ibargoiti (Ibargoiti)            | Navarra   | 725             |                                                      |
| Monreal                                     | Navarra   | 723             |                                                      |
| Yarnoz (Valle de Elorz)                     | Navarra   | 718             |                                                      |
| Otano (Valle de Elorz)                      | Navarra   | 717             |                                                      |
| Guerendiáin (Valle de Elorz)                | Navarra   | 713             |                                                      |
| Tiebas-Muruarte de Reta                     | Navarra   | 709             |                                                      |
| Campanas (Tiebas) (Tiebas-Muruarte de Reta) | Navarra   | 708             |                                                      |
| Biurrun-Olcoz                               | Navarra   | 706             |                                                      |
| Úcar (Tiebas-Muruarte de Reta)              | Navarra   | 702             |                                                      |
| Enériz                                      | Navarra   | 700             |                                                      |
| Obanos                                      | Navarra   | 694             |                                                      |
| Puente la Reina                             | Navarra   | 692             |                                                      |

#### En La Rioja
| Localidad o municipio       | Provincia | A Santiago (km) | Altitud (m) | Web                                                  |
| --------------------------- | --------- | --------------- | ----------- | ---------------------------------------------------- |
| Logroño                     | La Rioja  | 616             | 385         |                                                      |
| Navarrete                   | La Rioja  | 603             | 512         |                                                      |
| Ventosa                     | La Rioja  | 599             | 642         | Archivado el 22 de julio de 2020 en Wayback Machine. |
| Nájera                      | La Rioja  | 603 o 587       | 491         |                                                      |
| Azofra                      | La Rioja  | 582             | 559         |                                                      |
| Cirueña                     | La Rioja  | 572             | 755         |                                                      |
| Santo Domingo de la Calzada | La Rioja  | 566             | 640         |                                                      |
| Grañón                      | La Rioja  | 560             | 725         |                                                      |

#### En la provincia de Burgos
| Localidad o municipio                  | Provincia | A Santiago (km) | Altitud (m) | Web                                                  |
| -------------------------------------- | --------- | --------------- | ----------- | ---------------------------------------------------- |
| Redecilla del Camino                   | Burgos    | 556             |             |                                                      |
| Castildelgado                          | Burgos    | 554             |             |                                                      |
| Viloria de Rioja                       | Burgos    | 552             |             |                                                      |
| Villamayor del Río (Fresneña)          | Burgos    | 548             |             |                                                      |
| Belorado                               | Burgos    | 544             | 770         |                                                      |
| Tosantos                               | Burgos    | 539             |             |                                                      |
| Villambistia                           | Burgos    | 537             |             |                                                      |
| Espinosa del Camino                    | Burgos    | 535             |             |                                                      |
| Villafranca Montes de Oca              | Burgos    | 532             |             |                                                      |
| San Juan de Ortega (Barrios de Colina) | Burgos    | 529 o 523 o 520 |             |                                                      |
| Agés (Arlanzón)                        | Burgos    | 516             |             |                                                      |
| Atapuerca                              | Burgos    | 513             |             |                                                      |
| Villalval (Cardeñuela Riopico)         | Burgos    | 508             |             |                                                      |
| Cardeñuela Riopico                     | Burgos    | 507             |             |                                                      |
| Orbaneja Ríopico                       | Burgos    | 505             |             |                                                      |
| Villafría de Burgos                    | Burgos    | 502             |             |                                                      |
| Gamonal de Riopico (Burgos)            | Burgos    | 498             |             | Archivado el 13 de marzo de 2010 en Wayback Machine. |
| Burgos                                 | Burgos    | 492             |             | Archivado el 13 de marzo de 2010 en Wayback Machine. |
| Villalbilla de Burgos                  | Burgos    | 486             |             |                                                      |
| Tardajos                               | Burgos    | 481 o 482       |             |                                                      |
| Rabé de las Calzadas                   | Burgos    | 480             |             |                                                      |
| Hornillos del Camino                   | Burgos    | 472             |             |                                                      |
| San Bol (Iglesias)                     | Burgos    | 466             |             |                                                      |
| Hontanas                               | Burgos    | 461             |             |                                                      |
| San Antón (Castrojeriz)                | Burgos    | 454             |             |                                                      |
| Castrojeriz                            | Burgos    | 452             |             |                                                      |
| Itero del Castillo                     | Burgos    | 442             |             |                                                      |

#### En la provincia de Palencia
| Localidad o municipio                         | Provincia | A Santiago (km) | Altitud (m) | Web |
| --------------------------------------------- | --------- | --------------- | ----------- | --- |
| Itero de la Vega                              | Palencia  | 441             |             |     |
| Boadilla del Camino                           | Palencia  | 433             |             |     |
| Frómista                                      | Palencia  | 491 o 427       |             |     |
| Población de Campos                           | Palencia  | 423             |             |     |
| Revenga de Campos                             | Palencia  | 419             |             |     |
| Villarmentero de Campos                       | Palencia  | 417             |             |     |
| Villalcázar de Sirga                          | Palencia  | 413             |             |     |
| Carrión de los Condes                         | Palencia  | 408             |             |     |
| Calzadilla de la Cueza (Cervatos de la Cueza) | Palencia  | 390             |             |     |
| Ledigos                                       | Palencia  | 384             |             |     |
| Terradillos de los Templarios (Lagartos)      | Palencia  | 381             |             |     |
| Moratinos                                     | Palencia  | 378             |             |     |
| San Nicolás del Real Camino (Moratinos)       | Palencia  | 376             |             |     |

#### En la provincia de León

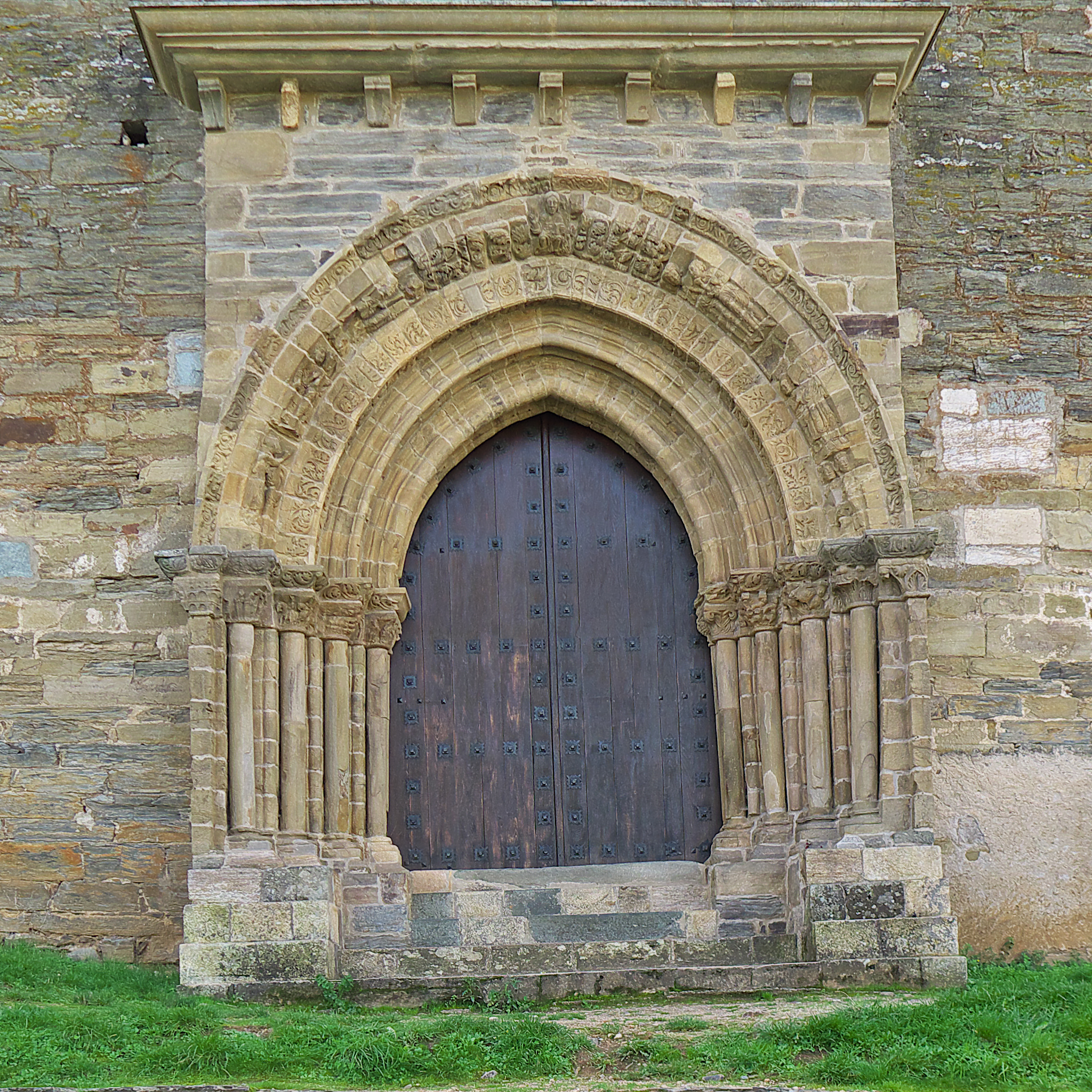
Iglesia de Santiago. Villafranca del Bierzo

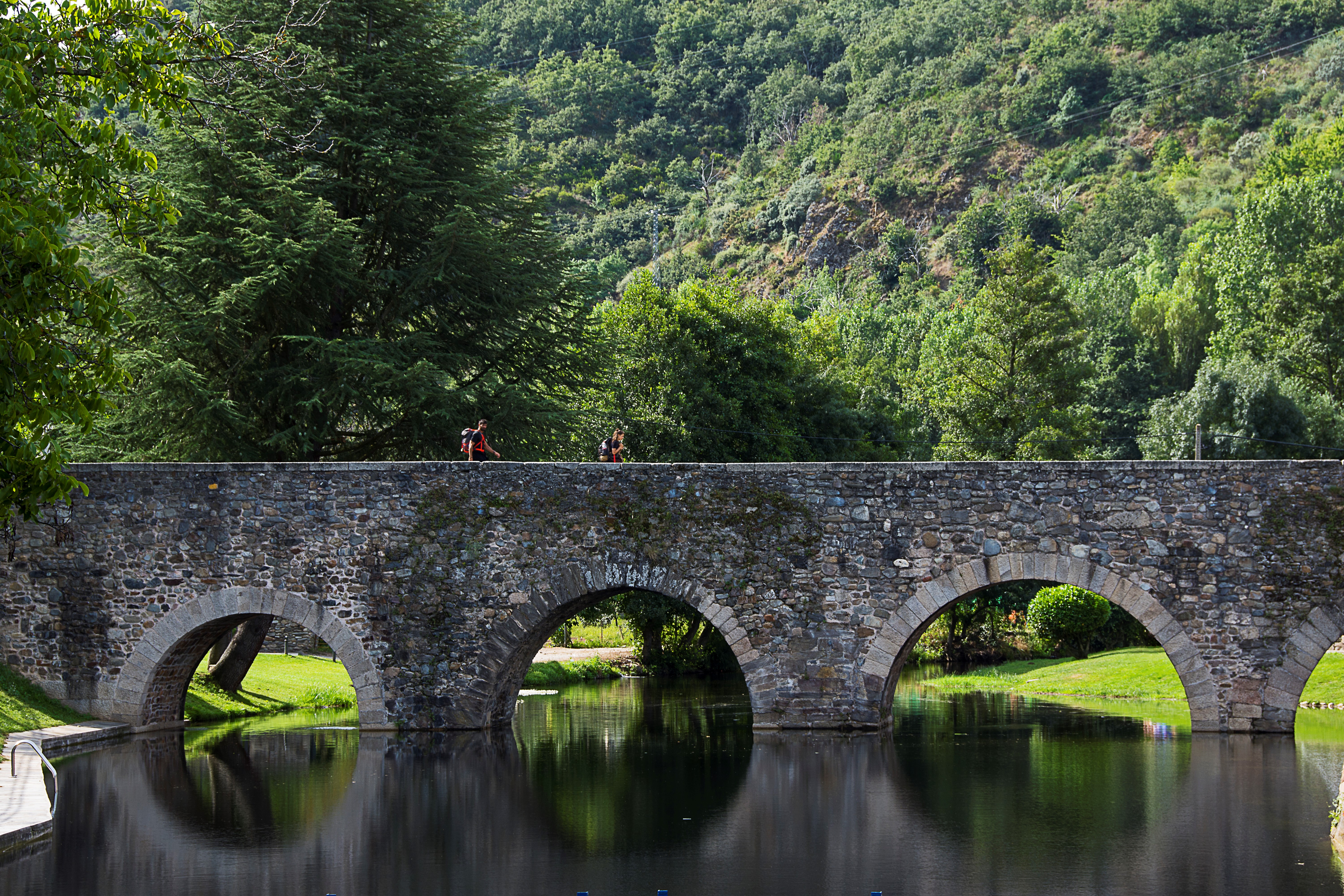
Puente de los peregrinos en Molinaseca.

| Localidad o municipio                            | Provincia | A Santiago (km) | Altitud (m) | Web                                                                                               |
| ------------------------------------------------ | --------- | --------------- | ----------- | ------------------------------------------------------------------------------------------------- |
| Sahagún                                          | León      | 368             |             | Archivado el 27 de julio de 2011 en Wayback Machine.                                              |
| Calzada del Coto                                 | León      | 378 o 363       |             |                                                                                                   |
| Bercianos del Real Camino                        | León      | 357             |             |                                                                                                   |
| El Burgo Ranero                                  | León      | 350             |             |                                                                                                   |
| Reliegos                                         | León      | 337             |             | Archivado el 2 de febrero de 2011 en Wayback Machine.                                             |
| Mansilla de las Mulas                            | León      | 331             |             |                                                                                                   |
| Villamoros de Mansilla (Mansilla Mayor)          | León      | 327             |             |                                                                                                   |
| Puente Villarente (Villasabariego)               | León      | 325             |             |                                                                                                   |
| Arcahueja (Valdefresno)                          | León      | 320             |             |                                                                                                   |
| Valdelafuente (Valdefresno)                      | León      | 318             |             |                                                                                                   |
| León                                             | León      | 311             |             |                                                                                                   |
| Trobajo del Camino (San Andrés del Rabanedo)     | León      | 307             |             |                                                                                                   |
| La Virgen del Camino (Valverde de la Virgen)     | León      | 307 o 304       |             |                                                                                                   |
| Valverde de la Virgen                            | León      | 300             |             |                                                                                                   |
| San Miguel del Camino (Valverde de la Virgen)    | León      | 297             |             |                                                                                                   |
| Villadangos del Páramo                           | León      | 289             |             |                                                                                                   |
| San Martín del Camino (Santa Marina del Rey)     | León      | 285             |             |                                                                                                   |
| Puente de Órbigo                                 | León      | 280             |             |                                                                                                   |
| Hospital de Órbigo                               | León      | 279             |             |                                                                                                   |
| Villares de Órbigo                               | León      | 276             |             |                                                                                                   |
| Santibáñez de Valdeiglesias (Villares de Órbigo) | León      | 274             |             |                                                                                                   |
| Estébanez de la Calzada (Villarejo de Órbigo)    | León      | 272             |             |                                                                                                   |
| San Justo de la Vega                             | León      | 266             |             |                                                                                                   |
| Astorga                                          | León      | 262             |             |                                                                                                   |
| Valdeviejas (Astorga)                            | León      | 261             |             |                                                                                                   |
| Murias de Rechivaldo (Astorga)                   | León      | 258             |             |                                                                                                   |
| Santa Catalina de Somoza                         | León      | 253             |             |                                                                                                   |
| El Ganso (Brazuelo)                              | León      | 249             |             |                                                                                                   |
| Rabanal del Camino (Santa Colomba de Somoza)     | León      | 242             |             |                                                                                                   |
| Foncebadón (Santa Colomba de Somoza)             | León      | 236             | 1430        |                                                                                                   |
| Manjarín                                         | León      | 232             |             |                                                                                                   |
| El Acebo (Molinaseca)                            | León      | 225             |             |                                                                                                   |
| Riego de Ambrós (Molinaseca)                     | León      | 221             |             |                                                                                                   |
| Molinaseca                                       | León      | 217             | 580         | (enlace roto disponible en Internet Archive; véase el historial, la primera versión y la última). |
| Campo (Ponferrada)                               | León      | 212             |             |                                                                                                   |
| Ponferrada                                       | León      | 209             |             |                                                                                                   |
| Columbrianos (Ponferrada)                        | León      | 204             |             |                                                                                                   |
| Fuentesnuevas (Ponferrada)                       | León      | 201             |             |                                                                                                   |
| Camponaraya                                      | León      | 199             |             |                                                                                                   |
| Cacabelos                                        | León      | 193             |             |                                                                                                   |
| Villafranca del Bierzo                           | León      | 186             |             |                                                                                                   |
| Pereje (Trabadelo)                               | León      | 179             |             |                                                                                                   |
| Trabadelo                                        | León      | 174             |             |                                                                                                   |
| Las Herrerías (Vega de Valcarce)                 | León      | 172             |             |                                                                                                   |
| La Portela de Valcarce (Vega de Valcarce)        | León      | 170             |             |                                                                                                   |
| Ambasmestas (Vega de Valcarce)                   | León      | 169             |             |                                                                                                   |
| Vega de Valcarce                                 | León      | 167             |             |                                                                                                   |
| Ruitelán (Vega de Valcarce)                      | León      | 165             |             |                                                                                                   |
| Las Herrerías de Valcarce (Vega de Valcarce)     | León      | 164             |             |                                                                                                   |
| La Faba (Vega de Valcarce)                       | León      | 161             |             |                                                                                                   |
| La Laguna (Vega de Valcarce)                     | León      | 158             |             |                                                                                                   |

#### En la provincia de Lugo
| Localidad o municipio en español / en gallego, (municipio)            | Provincia | A Santiago (km) | Altitud (m) | Web |
| --------------------------------------------------------------------- | --------- | --------------- | ----------- | --- |
| Cebrero / O Cebreiro (Piedrafita del Cebrero)                         | Lugo      | 155             | 1330        |     |
| Linares/ Liñares (Piedrafita del Cebrero)                             | Lugo      | 152             |             |     |
| Alto de San Roque (Piedrafita del Cebrero)                            | Lugo      | 149             |             |     |
| Hospital de la Condesa / Hospital da Condesa (Piedrafita del Cebrero) | Lugo      | 148             |             |     |
| Padornelo (Piedrafita del Cebrero)                                    | Lugo      | 147             |             |     |
| Alto del Poyo /Alto do Poio (Piedrafita del Cebrero)                  | Lugo      | 146             |             |     |
| Fonfría / Fonfría do Camiño (Piedrafita del Cebrero)                  | Lugo      | 143             |             |     |
| Viduedo / O Biduedo (Triacastela)                                     | Lugo      | 141             |             |     |
| Filloval/ Fillobal (Triacastela)                                      | Lugo      | 138             |             |     |
| Pasantes (Triacastela)                                                | Lugo      | 137             |             |     |
| Ramil (Triacastela)                                                   | Lugo      | 136             |             |     |
| Triacastela                                                           | Lugo      | 131 o 135       | 665         |     |
| San Cristóbal de Real/ San Cristovo do Real (Samos)                   | Lugo      | 132             |             |     |
| Renche (Samos)                                                        | Lugo      | 130             |             |     |
| San Martín de Real / San Martiño do Real (Samos)                      | Lugo      | 127             |             |     |
| Samos                                                                 | Lugo      | 126             |             |     |
| Teiguín/Teiguín (Samos)                                               | Lugo      | 124             |             |     |
| Ayan/Aián (Samos)                                                     | Lugo      | 119             |             |     |
| Fontao (Sarria)                                                       | Lugo      | 115             |             |     |
| Sarria                                                                | Lugo      | 113             |             |     |
| As Paredes (Sarria)                                                   | Lugo      | 110             |             |     |
| Vilei (Sarria)                                                        | Lugo      | 110             |             |     |
| Barbadelo (Sarria)                                                    | Lugo      | 109             |             |     |
| Rente (Sarria)                                                        | Lugo      | 108             |             |     |
| Mercado de Serra/ Mercado da Serra (Sarria)                           | Lugo      | 107             |             |     |
| Leimán (Sarria)                                                       | Lugo      | 105             |             |     |
| Peruscallo (Sarria)                                                   | Lugo      | 104             |             |     |
| Cortiñas (Sarria)                                                     | Lugo      | 103             |             |     |
| Lavandeira (Sarria)                                                   | Lugo      | 102             |             |     |
| Brea/ A Brea (Sarria)                                                 | Lugo      | 101             |             |     |
| Morgade (Sarria)                                                      | Lugo      | 100             |             |     |
| Ferreiros (Paradela)                                                  | Lugo      | 99              |             |     |
| Mirallos (Paradela)                                                   | Lugo      | 98              |             |     |
| Pena/ A Pena (Paradela)                                               | Lugo      | 98              |             |     |
| O Couto (Paradela)                                                    | Lugo      | 97              |             |     |
| Rozas/ As Rozas (Paradela)                                            | Lugo      | 97              |             |     |
| Moimentos (Paradela)                                                  | Lugo      | 95              |             |     |
| Mercadoiro (Paradela)                                                 | Lugo      | 95              |             |     |
| Moutras (Paradela)                                                    | Lugo      | 95              |             |     |
| Parrocha/ A Parrocha (Paradela)                                       | Lugo      | 93              |             |     |
| Vilachá (Puertomarín)                                                 | Lugo      | 92              |             |     |
| Puertomarín / Portomarín                                              | Lugo      | 90              |             |     |
| Toxibó (Puertomarín)                                                  | Lugo      | 86              |             |     |
| Monte Torros (Puertomarín)                                            | Lugo      | 85              |             |     |
| Gonzar (Puertomarín)                                                  | Lugo      | 82              |             |     |
| Castromayor/Castromaior (Puertomarín)                                 | Lugo      | 81              |             |     |
| Hospital de la Cruz/ O Hospital (Puertomarín)                         | Lugo      | 79              |             |     |
| Ventas de Narón/ Vendas de Narón (Puertomarín)                        | Lugo      | 78              |             |     |
| A Previsa (Monterroso)                                                | Lugo      | 75              |             |     |
| Os Lameiros (Monterroso)                                              | Lugo      | 75              |             |     |
| Ligonde (Monterroso)                                                  | Lugo      | 74              |             |     |
| Eirexe / Airexe (Monterroso)                                          | Lugo      | 73              |             |     |
| Portos (Palas de Rey)                                                 | Lugo      | 71              |             |     |
| Lestedo (Palas de Rey)                                                | Lugo      | 70              |             |     |
| Valos/ Os Valos (Palas de Rey)                                        | Lugo      | 70              |             |     |
| Mamurria/ A Mamurria (Palas de Rey)                                   | Lugo      | 69              |             |     |
| A Brea (Palas de Rey)                                                 | Lugo      | 68              |             |     |
| Avenostre/ Abenostre (Palas de Rey)                                   | Lugo      | 68              |             |     |
| Lamelas/ As Lamelas (Palas de Rey)                                    | Lugo      | 68              |             |     |
| Rosario/ O Rosario (Palas de Rey)                                     | Lugo      | 67              |             |     |
| Os Chacotes (Palas de Rey)                                            | Lugo      | 68              |             |     |
| Palas de Rey/ Palas de Rei                                            | Lugo      | 65              |             |     |
| Carballal/ O Carballal (Palas de Rey)                                 | Lugo      | 64              |             |     |
| Camino/ San Xulián do Camiño (Palas de Rey)                           | Lugo      | 62              |             |     |
| A Pallota (Palas de Rey)                                              | Lugo      | 62              |             |     |
| Ponte Campaña/ A Ponte Campaña (Palas de Rey)                         | Lugo      | 61              |             |     |
| Casanova (Palas de Rey)                                               | Lugo      | 60              |             |     |
| Porto de Bois (Palas de Rey)                                          | Lugo      | 59              |             |     |
| Campanilla/ A Campanilla (Palas de Rey)                               | Lugo      | 58              |             |     |

#### En la provincia de La Coruña
| Localidad o municipio en español / en galego, (municipio) | Provincia | A Santiago (km) | Altitud (m) | Web                  |
| --------------------------------------------------------- | --------- | --------------- | ----------- | -------------------- |
| Coto / O Coto (Mellid)                                    | La Coruña | 57              |             |                      |
| Leboreiro / O Leboreiro (Mellid)                          | La Coruña | 56              |             | ex Campus Leporarius |
| Desicabo / Desecabo (Mellid)                              | La Coruña | 56              |             |                      |
| Parque empresarial de la Magdalena (Mellid)               | La Coruña | 54              |             |                      |
| Furelos (Mellid)                                          | La Coruña | 52              |             |                      |
| Mellid / Melide                                           | La Coruña | 51              |             |                      |
| Carballal / O Carballal (Melide)                          | La Coruña | 49              |             |                      |
| Raído / O Raído (Melide)                                  | La Coruña | 48              |             |                      |
| Parabispo (Melide)                                        | La Coruña | 47              |             |                      |
| Peroxa / A Peroxa (Arzúa)                                 | La Coruña | 46              |             |                      |
| Boente (Arzúa)                                            | La Coruña | 46              |             |                      |
| Punta Brea (Arzúa)                                        | La Coruña | 45              |             |                      |
| Castañeda / A Castañeda (Arzúa)                           | La Coruña | 44              |             |                      |
| Rivadiso / Ribadiso (Arzúa)                               | La Coruña | 40              |             |                      |
| Arzúa                                                     | La Coruña | 37              |             |                      |
| Barrosas / As Barrosas (Arzúa)                            | La Coruña | 36              |             |                      |
| Pregontoño (Arzúa)                                        | La Coruña | 35              |             |                      |
| Cortobe (Arzúa)                                           | La Coruña | 34              |             |                      |
| Peroxa / A Peroxa (Arzúa)                                 | La Coruña | 34              |             |                      |
| Taberna Vella (Arzúa)                                     | La Coruña | 33              |             |                      |
| Calzada / A Calzada (Arzúa)                               | La Coruña | 32              |             |                      |
| Calle/ A Calle de Ferreiros (El Pino)                     | La Coruña | 30              |             |                      |
| Boavista/ A Boavista (El Pino)                            | La Coruña | 29              |             |                      |
| Salceda / A Salceda (El Pino)                             | La Coruña | 27              |             |                      |
| Santa Irene (El Pino)                                     | La Coruña | 22              |             |                      |
| Rúa / A Rúa (El Pino)                                     | La Coruña | 20              |             |                      |
| O Pedrouzo (El Pino)                                      | La Coruña | 19              |             |                      |
| San Antón/ Santo Antón (El Pino)                          | La Coruña | 18              |             |                      |
| Amenal/ O Amenal (El Pino)                                | La Coruña | 17              |             |                      |
| San Paio (Santiago de Compostela)                         | La Coruña | 15              |             |                      |
| Lavacolla/ A Lavacolla (Santiago de Compostela)           | La Coruña | 11              |             |                      |
| Vilamaior (Santiago de Compostela)                        | La Coruña | 9               |             |                      |
| San Marcos (Santiago de Compostela)                       | La Coruña | 5               |             | S                    |
| Monte del Gozo / Monte do Gozo (Santiago de Compostela)   | La Coruña | 5               |             |                      |
| Santiago de Compostela                                    | La Coruña | 0               |             |                      |

### Alternativas

#### Alternativa alPuerto de IbañetaporValcarlos
| Localidad o municipio  | Provincia o departamento      | A Santiago (km) | Web |
| ---------------------- | ----------------------------- | --------------- | --- |
| San Juan Pie de Puerto | Pirineos Atlánticos (Francia) | 785             |     |
| Arnéguy                | Pirineos Atlánticos (Francia) | 778             |     |
| Valcarlos              | Navarra                       | 774             |     |
| Puerto de Ibañeta      | Navarra                       | 759             |     |

#### Alternativa aBurgosporÁlava“La Calzada - Vía Aquitania”
| Municipio                                | Provincia | A Santiago (km) | Web |
| ---------------------------------------- | --------- | --------------- | --- |
| Pamplona                                 | Navarra   | 706             |     |
| Aizoáin                                  | Navarra   | 701             |     |
| Berrioplano                              | Navarra   | 699             |     |
| Sarasate                                 | Navarra   | 692             |     |
| Irurzun                                  | Navarra   | 687             |     |
| Echeverri                                | Navarra   | 685             |     |
| Eguiarreta                               | Navarra   | 683             |     |
| Villanueva de Araquil                    | Navarra   | 680             |     |
| Ihabar                                   | Navarra   | 678             |     |
| Huarte-Araquil                           | Navarra   | 673             |     |
| Arruazu                                  | Navarra   | 670             |     |
| Lacunza                                  | Navarra   | 668             |     |
| Arbizu                                   | Navarra   | 666             |     |
| Echarri-Aranaz                           | Navarra   | 663             |     |
| Bacáicoa                                 | Navarra   | 659             |     |
| Iturmendi                                | Navarra   | 657             |     |
| Urdiáin                                  | Navarra   | 656             |     |
| Alsasua                                  | Navarra   | 652             |     |
| Olazagutía                               | Navarra   | 649             |     |
| Ciordia                                  | Navarra   | 646             |     |
| San Román de San Millán                  | Álava     | 638             |     |
| Eguílaz                                  | Álava     | 636             |     |
| Mezquía                                  | Álava     | 634             |     |
| Salvatierra                              | Álava     | 630             |     |
| Gazeo                                    | Álava     | 626             |     |
| Ezquerecocha                             | Álava     | 624             |     |
| Elburgo                                  | Álava     | 615             |     |
| Santuario de Nuestra Señora de Estíbaliz | Álava     | 614             |     |
| Villafranca                              | Álava     | 613             |     |
| Argandoña                                | Álava     | 612             |     |
| Ascarza                                  | Álava     | 609             |     |
| Arcaya                                   | Álava     | 606             |     |
| Vitoria                                  | Álava     | 602             |     |
| Basílica de San Prudencio                | Álava     | 599             |     |
| Gometxa                                  | Álava     | 596             |     |
| Subijana de Álava                        | Álava     | 591             |     |
| Villanueva de Oca                        | Álava     | 587             |     |
| La Puebla de Arganzón                    | Burgos    | 584             |     |
| Burgueta                                 | Burgos    | 579             |     |
| Estavillo                                | Álava     | 577             |     |
| Armiñón                                  | Álava     | 576             |     |
| Rivaguda                                 | Álava     | 571             |     |
| Lacorzana                                | Álava     | 570             |     |
| Bayas                                    | Burgos    | 567             |     |
| Miranda de Ebro                          | Burgos    | 564             |     |
| Oron                                     | Burgos    | 561             |     |
| Ameyugo                                  | Burgos    | 553             |     |
| Pancorbo                                 | Burgos    | 547             |     |
| Zuñeda                                   | Burgos    | 548             |     |
| Grisaleña                                | Burgos    | 546             |     |
| Cameno                                   | Burgos    | 540             |     |
| Briviesca                                | Burgos    | 525             |     |
| Prádanos de Bureba                       | Burgos    | 519             |     |
| Castil de Peones                         | Burgos    | 515             |     |
| Revillagodos                             | Burgos    | 513             |     |
| Quintanavides                            | Burgos    | 511             |     |
| Santa Olalla de Bureba                   | Burgos    | 509             |     |
| Monasterio de Rodilla                    | Burgos    | 505             |     |
| Santa Marina                             | Burgos    | 504             |     |
| Ermita de Nuestra Señora del Valle       | Burgos    | 504             |     |
| Puerto de la Brújula                     | Burgos    | 503             |     |
| Las Mijaradas                            | Burgos    | 494             |     |
| Hurones                                  | Burgos    | 494             |     |
| Villimar                                 | Burgos    | 493             |     |
| Burgos                                   | Burgos    | 492             |     |

#### Alternativa aCirueñaporSan Millán de la Cogolla
| Municipio                | Provincia | A Santiago (km) | Web |
| ------------------------ | --------- | --------------- | --- |
| Nájera                   | La Rioja  | 603             |     |
| San Millán de la Cogolla | La Rioja  | 585             |     |
| Berceo                   | La Rioja  | 583             |     |
| Cirueña                  | La Rioja  | 572             |     |

#### Alternativa aBurgosporOlmos de Atapuerca
| Municipio                              | Provincia | A Santiago (km) | Web |
| -------------------------------------- | --------- | --------------- | --- |
| San Juan de Ortega (Barrios de Colina) | Burgos    | 523             |     |
| Olmos de Atapuerca (Atapuerca)         | Burgos    | 512             |     |
| Rubena                                 | Burgos    | 507             |     |
| Villafría de Burgos                    | Burgos    | 502             |     |
| Burgos                                 | Burgos    | 492             |     |

#### Alternativa aBurgosporSantovenia de Oca
| Municipio                              | Provincia | A Santiago (km) | Web |
| -------------------------------------- | --------- | --------------- | --- |
| San Juan de Ortega (Barrios de Colina) | Burgos    | 529             |     |
| Santovenia de Oca (Arlanzón)           | Burgos    | 525             |     |
| Zalduendo (Arlanzón)                   | Burgos    | 523             |     |
| Ibeas de Juarros                       | Burgos    | 518             |     |
| San Medel (Cardeñajimeno)              | Burgos    | 507             |     |
| Castañares (Burgos)                    | Burgos    | 503             |     |
| Villayuda (Burgos)                     | Burgos    | 501             |     |
| Gamonal de Riopico (Burgos)            | Burgos    | 498             |     |
| Burgos                                 | Burgos    | 492             |     |

#### Alternativa aCarrión de los CondesporSasamón“Vía Aquitania”
| Población                | Provincia | Distancia a Santiago (km) | Web |
| ------------------------ | --------- | ------------------------- | --- |
| Tardajos                 | Burgos    | 481                       |     |
| Las Quintanillas         | Burgos    | 478                       |     |
| Villanueva de Argaño     | Burgos    | 471                       |     |
| Citores del Páramo       | Burgos    | 467                       |     |
| Sasamón                  | Burgos    | 461                       |     |
| Grijalba                 | Burgos    | 455                       |     |
| Padilla de Abajo         | Burgos    | 450                       |     |
| Melgar de Fernamental    | Burgos    | 445                       |     |
| Osorno (Osorno la Mayor) | Palencia  | 436                       |     |
| Las Cabañas de Castilla  | Palencia  | 429                       |     |
| Santillana de Campos     | Palencia  | 427                       |     |
| Arconada                 | Palencia  | 417                       |     |
| Villalcázar de Sirga     | Palencia  | 413                       |     |
| Carrión de los Condes    | Palencia  | 408                       |     |

#### Alternativa aCarrión de los CondesporPalencia
| Población                         | Provincia | Distancia a Santiago (km) | Web |
| --------------------------------- | --------- | ------------------------- | --- |
| Frómista                          | Palencia  | 491                       |     |
| Piña de Campos                    | Palencia  | 485                       |     |
| Amusco                            | Palencia  | 478                       |     |
| Monzón de Campos                  | Palencia  | 471                       |     |
| Husillos                          | Palencia  | 466                       |     |
| Palencia                          | Palencia  | 455                       |     |
| Perales                           | Palencia  | 433                       |     |
| Manquillos                        | Palencia  | 430                       |     |
| Castrillejo de la Olma (Villoldo) | Palencia  | 420                       |     |
| Carrión de los Condes             | Palencia  | 408                       |     |

#### Alternativa aMansilla de las Mulaspor lacalzada romana“Vía Trajana”
| Municipio                                       | Provincia | A Santiago (km) | Web |
| ----------------------------------------------- | --------- | --------------- | --- |
| Calzada del Coto                                | León      | 378             |     |
| Calzadilla de los Hermanillos (El Burgo Ranero) | León      | 359             |     |
| Mansilla de las Mulas                           | León      | 331             |     |

#### Alternativa aHospital de ÓrbigoporVillar de Mazarife
| Municipio                                       | Provincia | A Santiago (km) | Web |
| ----------------------------------------------- | --------- | --------------- | --- |
| La Virgen del Camino (Valverde de la Virgen)    | León      | 307             |     |
| Fresno del Camino (Valverde de la Virgen)       | León      | 304             |     |
| Oncina de la Valdoncina (Valverde de la Virgen) | León      | 303             |     |
| Chozas de Abajo                                 | León      | 297             |     |
| Villar de Mazarife (Chozas de Abajo)            | León      | 293             |     |
| Villavante (Santa Marina del Rey)               | León      | 284             |     |
| Puente de Órbigo                                | León      | 280             |     |
| Hospital de Órbigo                              | León      | 279             |     |

#### Alternativa aSarriaporSan Gil
| Municipio             | Provincia | A Santiago (km) | Web |
| --------------------- | --------- | --------------- | --- |
| Triacastela           | Lugo      | 132             |     |
| A Balsa (Triacastela) | Lugo      | 130             |     |
| San Xil (Samos)       | Lugo      | 128             |     |
| Alto de Riocabo       | Lugo      | 125             |     |
| Montán (Samos)        | Lugo      | 123             |     |
| Fontearcuda (Samos)   | Lugo      | 122             |     |
| Furela (Samos)        | Lugo      | 121             |     |
| Pintín (Samos)        | Lugo      | 120             |     |
| Calvor (Sarria)       | Lugo      | 118             |     |
| Aguiada (Sarria)      | Lugo      | 116             |     |
| Sarria                | Lugo      | 113             |     |

### Galería de imágenes

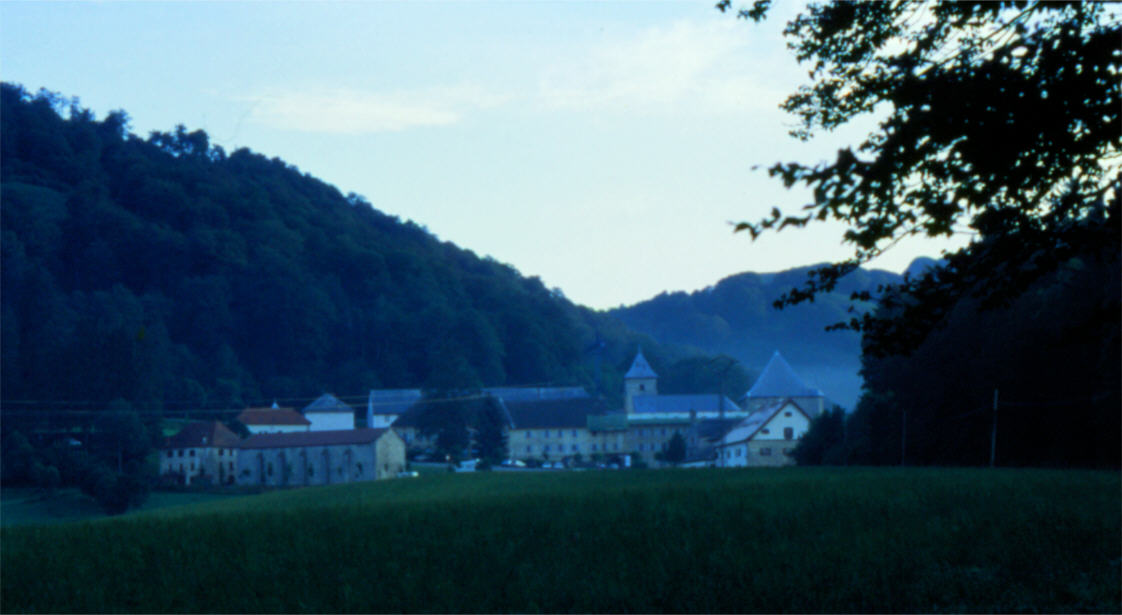
Roncesvalles (Navarra).
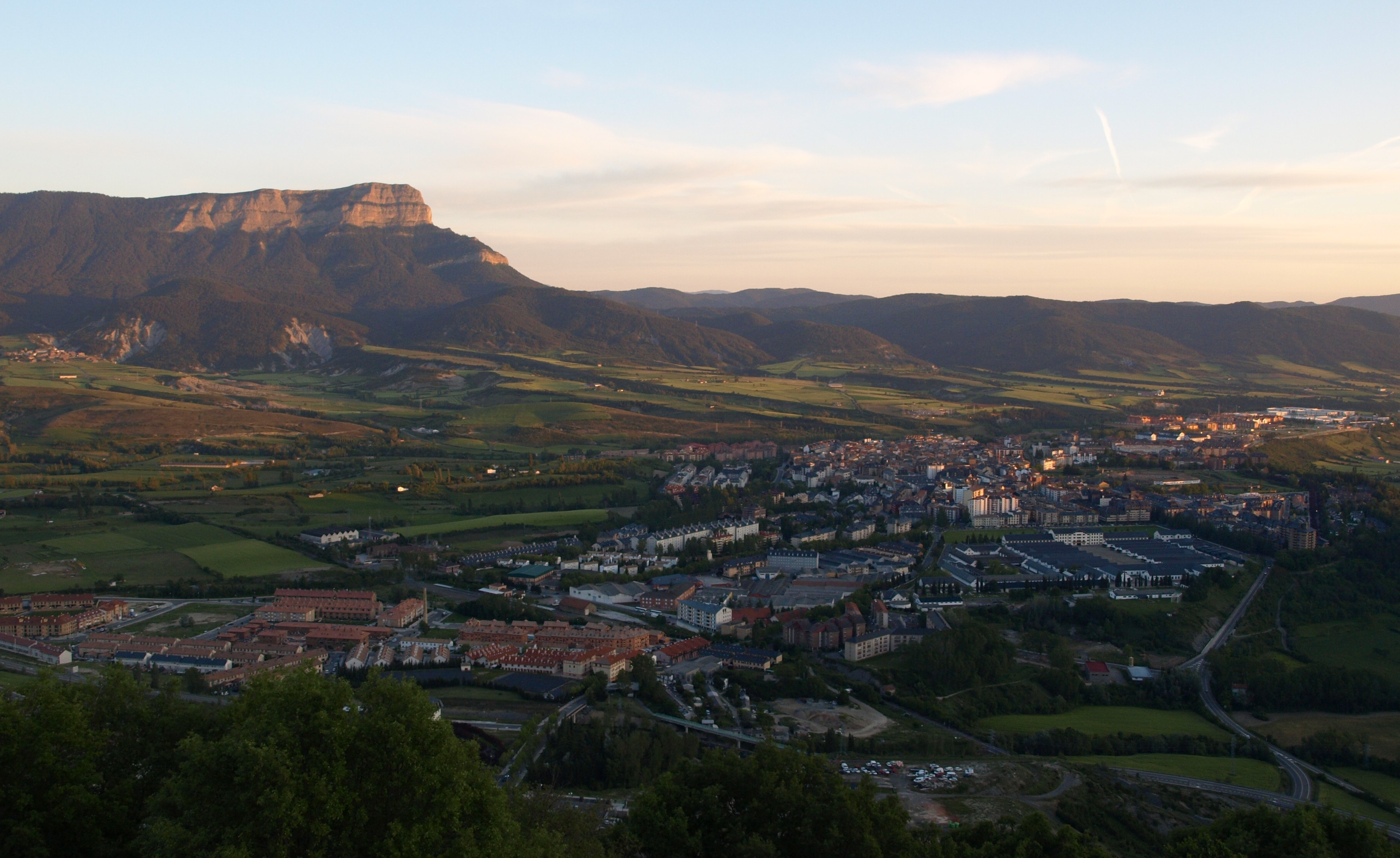
Jaca y el Monte Oroel (Huesca, Aragón)
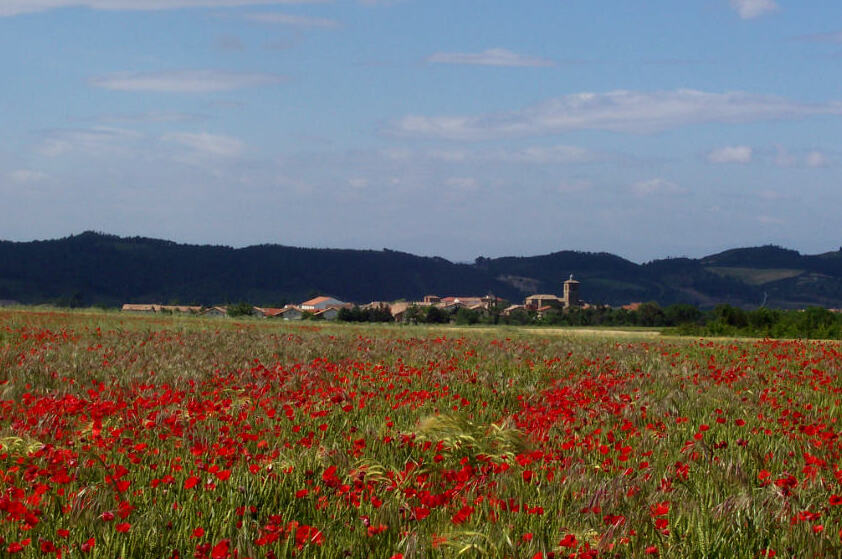
Muruzábal (Navarra).
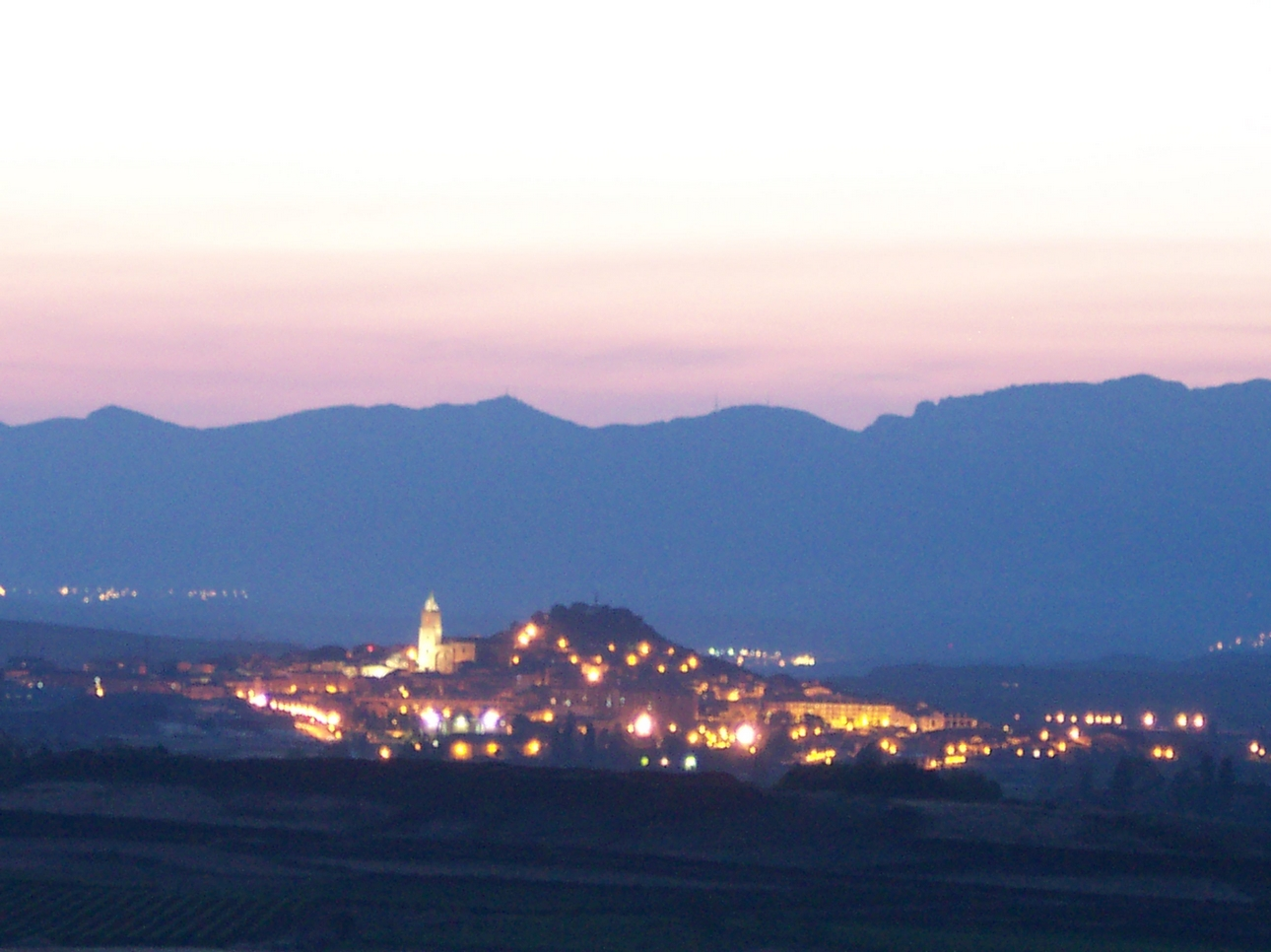
Navarrete (La Rioja).
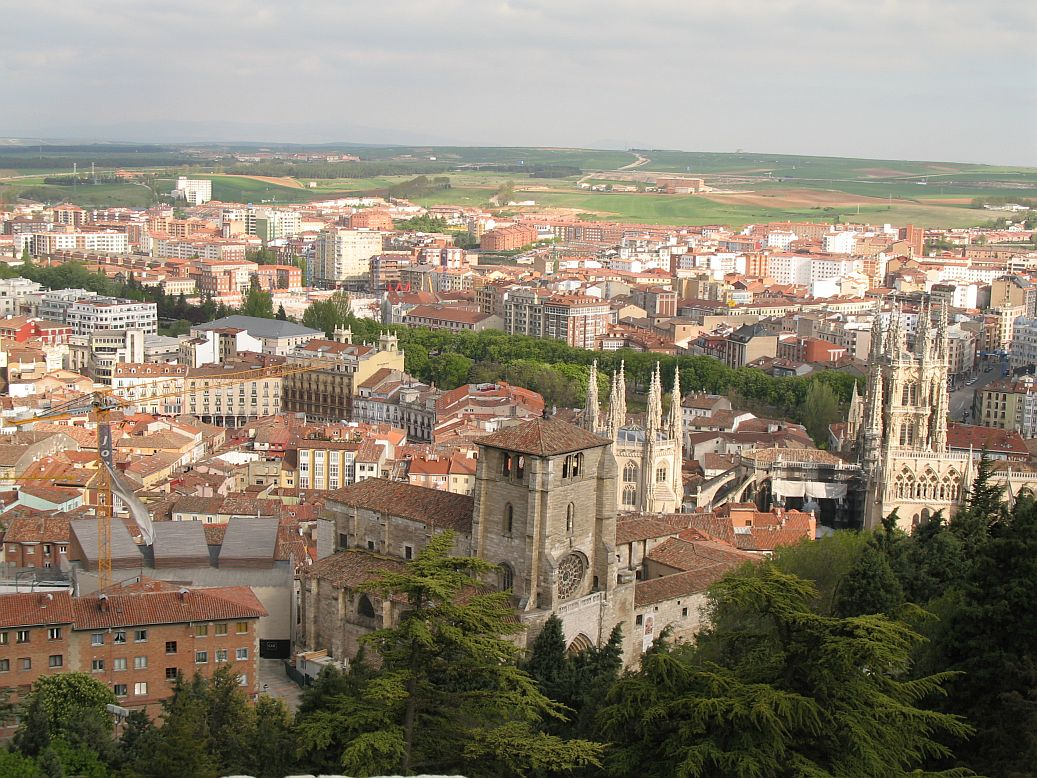
Burgos.
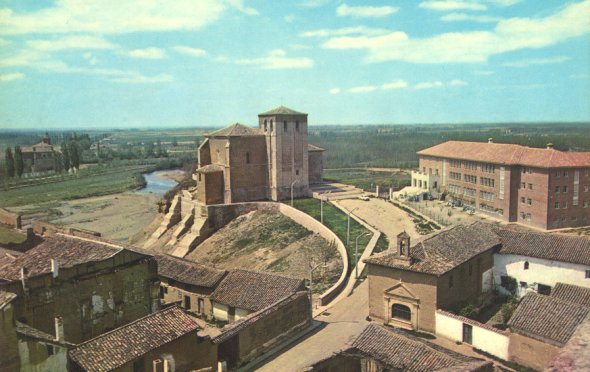
Carrión de los Condes (Palencia).
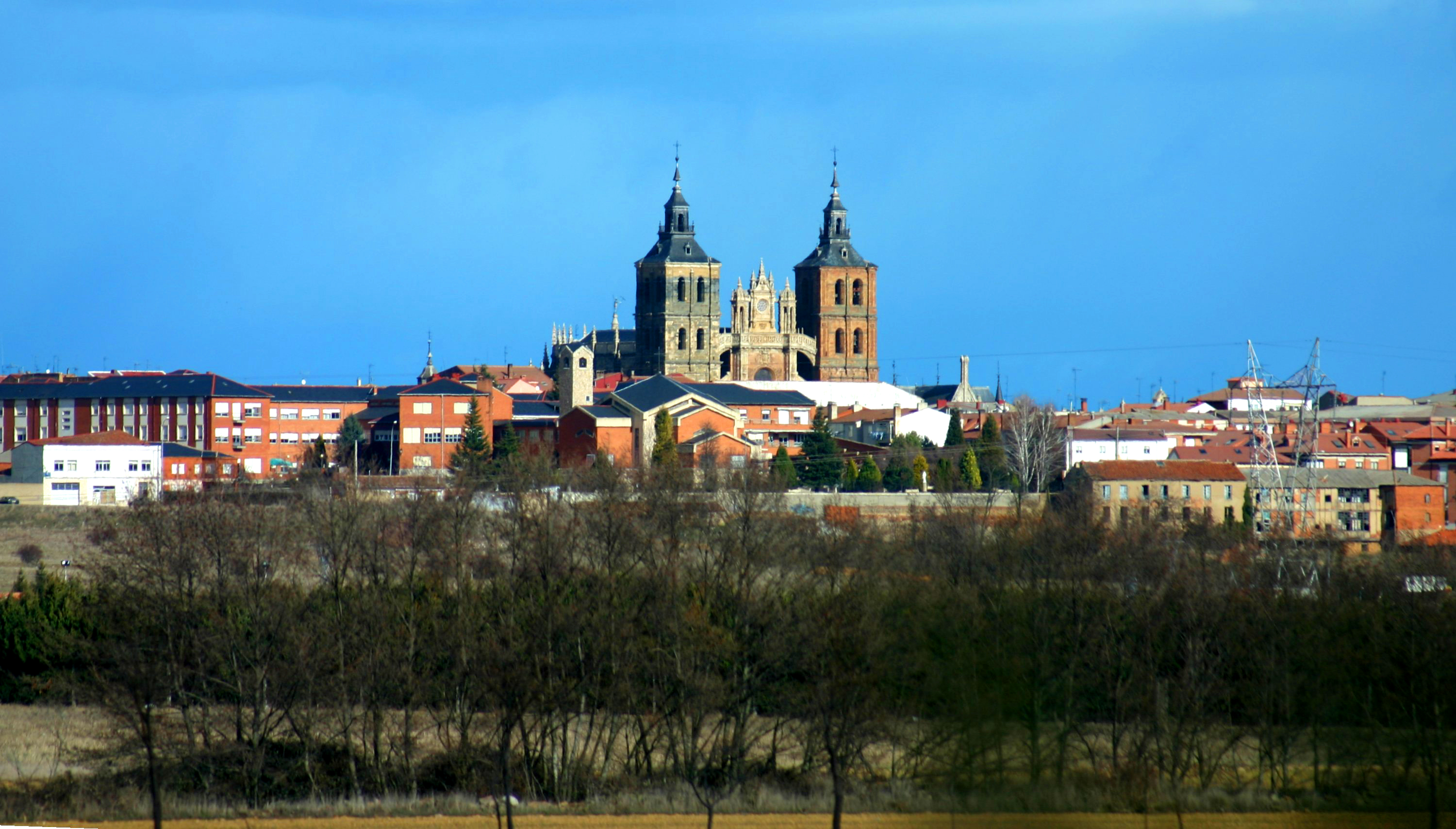
Astorga (León).
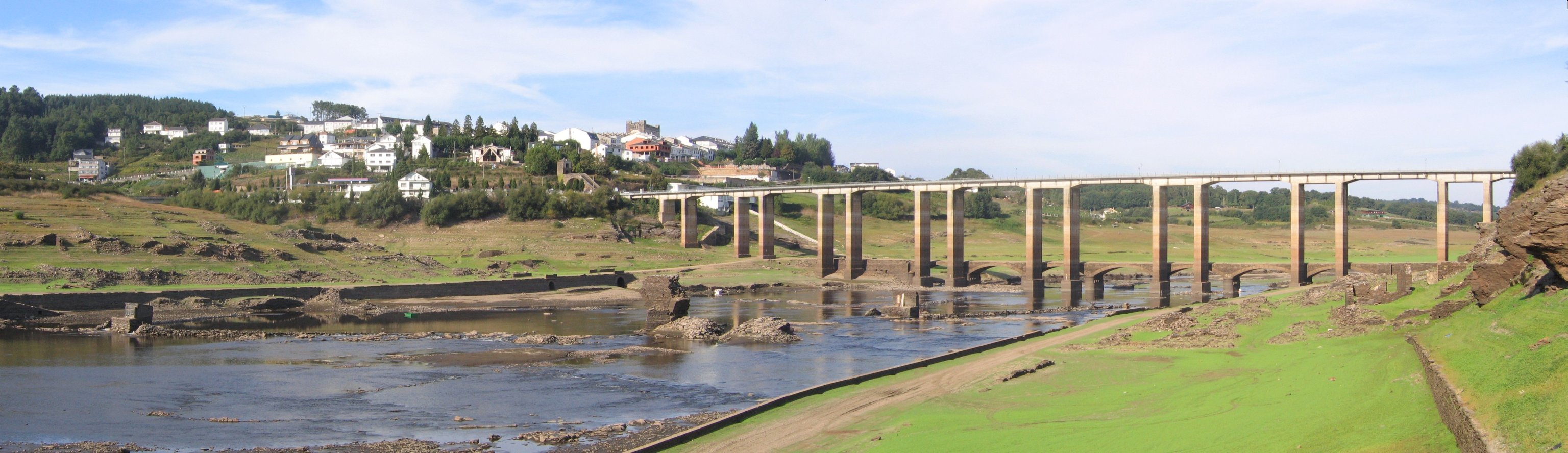
Portomarín (Lugo).
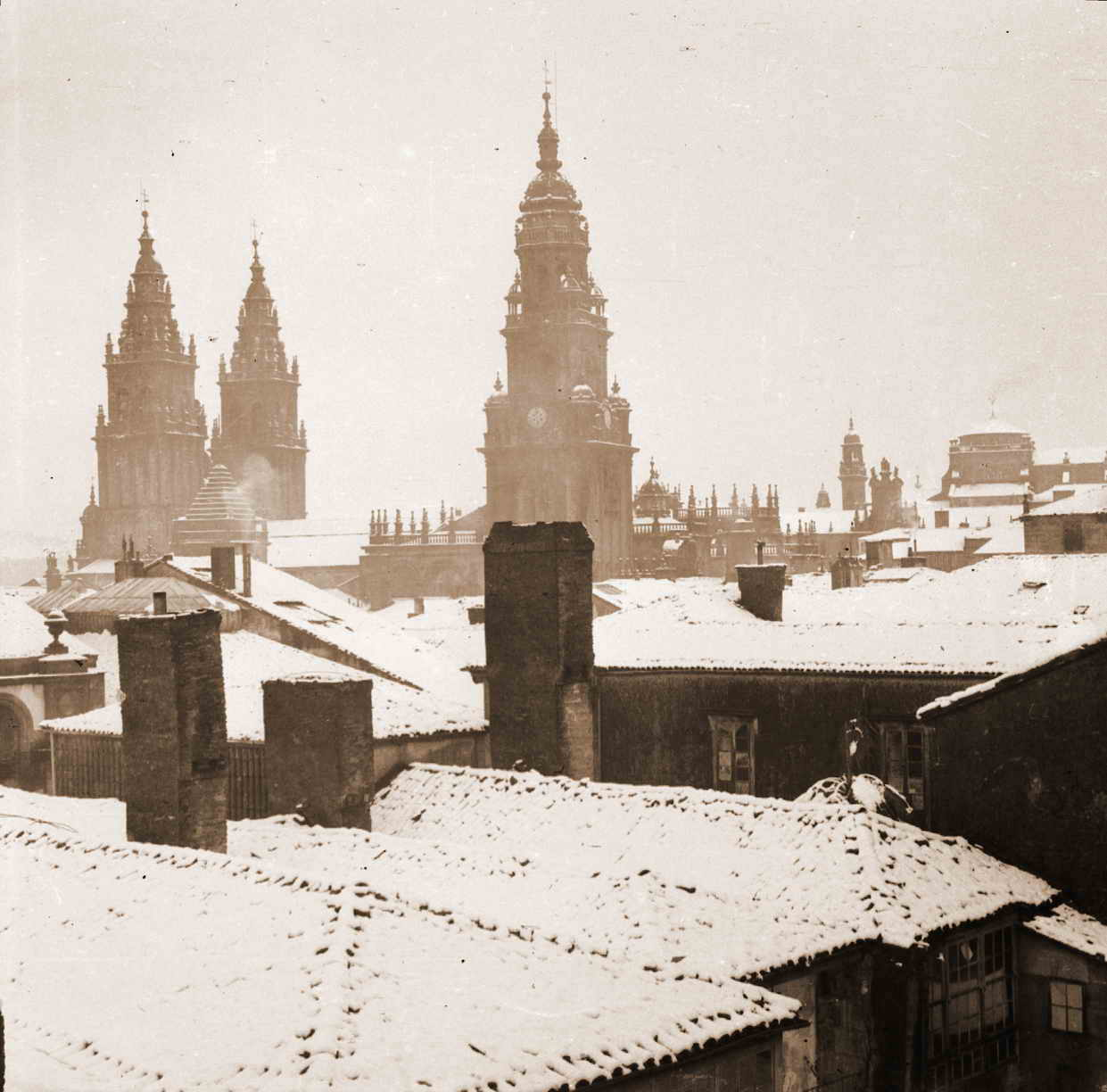
Santiago de Compostela (La Coruña).
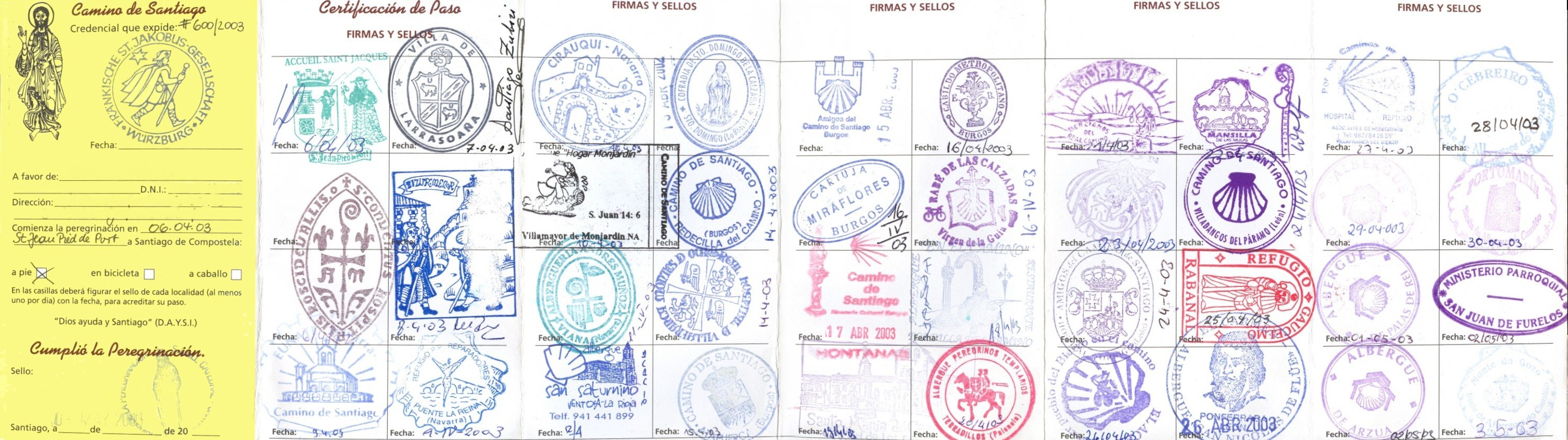
Credencial del peregrino.

## Patrimonio de la ruta
La riqueza artística de esta ruta es tan impresionante que la Unesco desde 1993 la incluye dentro de los bienes del Patrimonio Mundial de la Humanidad, protección que no siempre redunda en la protección correspondiente de las instituciones públicas.

### Patrimonio arqueológico
- Sin duda alguna, los yacimientos arqueológicos de la Sierra de Atapuerca son el principal ítem de interés arqueológico que hallamos a lo largo del camino. Considerado por la Unesco como Patrimonio Mundial de la Humanidad desde el año 2000.[24]
- En las cercanías de Ponferrada el viajero puede desviarse para visitar Las Médulas, minas de oro explotadas por los romanos a cielo abierto. Se trata de un importante yacimiento arqueológico enmarcado en un impresionante paraje natural de gran valor paisajístico. Considerado por la Unesco como Patrimonio Mundial de la Humanidad desde el año 1997.[25]
- Son numerosos los castros celtas y romanos que hallamos a lo largo del viaje, muestra de la antigüedad de los asentamientos humanos en estos territorios, especialmente en tierras gallegas. Cabe destacar las ruinas de la romana Asturica Augusta, hoy Astorga.
- En algunos tramos del recorrido se conserva en un considerablemente buen estado el pavimento original y los hitos indicadores (miliarios) de la calzada romana conocida como Vía Trajana y que se refieren a la calzada romana XXXIV o Ab Asturica Burdigalam (Astorga-Burdeos),  que durante la Edad Media,  se le llamó Vía Aquitania por ser utilizada como ruta afluente por peregrinos franceses que emprendían el camino a Santiago y llegaban a través de la región de Aquitania, origen del camino francés, se conservan restos del trazado en las inmediaciones de Carrión de los Condes. Y siguiendo por la Vía Nova  llegaba hasta Finisterre.

### Patrimonio artístico y monumental

#### Templos y construcciones religiosas
Resulta obvio que esta ruta, siendo considerada la matriz de la peregrinación jacobea, deleite al caminante con muchos de los templos más majestuosos de la cristiandad. Ocho son las Catedrales que pueden visitarse a su paso:
- Catedral de San Pedro en Jaca.
- Catedral de Santa María en Pamplona.
- Concatedral de Santa María de la Redonda en Logroño.
- Catedral de Santo Domingo en Santo Domingo de la Calzada.
- Catedral de la Virgen María en Burgos.
- Catedral de Santa María en León.
- Catedral de Santa María en Astorga.
- Catedral de Santiago el Mayor en Santiago de Compostela.

Conventos, abadías y monasterios de especial interés religioso, político y cultural durante la Edad Media dan idea de la importancia histórica de esta vía de comunicación:
- Monasterio de San Juan de la Peña en Santa Cruz de la Serós.
- Abadía de San Julián en Samos.
- Cartuja de Santa María de Miraflores en Burgos.
- Monasterio y albergue de peregrinos San Anton en Castrojeriz.
- Iglesia de Nuestra Señora del Manzano en Castrojeriz.
- Colegiata de Santa María en Villafranca del Bierzo.
- Convento de San Francisco en Santo Domingo de la Calzada.
- Monasterio Real de San Benito en Sahagún.
- Monasterio de Iratxe en Ayegui.
- Monasterio de San Juan en San Juan de Ortega.
- Monasterio de San Martín Pinario en Santiago de Compostela.
- Monasterio de San Millán de Yuso en San Millán de la Cogolla.
- Monasterio de San Pelayo de Antealtares en Santiago de Compostela.
- Monasterio de San Salvador de Carracedo en Cacabelos.
- Monasterio de San Zoilo en Carrión de los Condes.
- Monasterio de Santa María la Real en Nájera.
- Monasterio de Santa María la Real de Las Huelgas en Burgos.
- Monasterio de Santiago en Pamplona.
- Real Colegiata de Santa María en Roncesvalles.

Pero además, el viajero con vocación religiosa puede encontrar a su paso algunos de los templos con mayor devoción popular tanto histórica como actual:
- Iglesia de San Martín de Tours en Frómista.
- Basílica de la Trinidad en Arre.
- Basílica de Nuestra Señora del Puy en Estella.
- Basílica de San Isidoro en León.
- Capilla de Ánimas en Santiago de Compostela.
- Capilla del Espíritu Santo en Roncesvalles.
- Iglesia de Santa María de Eunate en Obanos.
- Santuario de la Virgen del Camino en Valverde de la Virgen.
- Santuario de Las Angustias en Molinaseca.
- Santuario de Santa María la Real en O Cebreiro.

#### Construcciones y monumentos jacobeos
Los puentes han sido los grandes indicadores del trazado de las distintas vías de comunicación. Como no podía ser de otro modo, en el trazado encontramos estas construcciones, iniciadas, destruidas, reconstruidas y restauradas por las distintas civilizaciones que han poblado estas regiones.
- Puente Canto en Sahagún
- Puente de Fitero en Itero del Castillo
- Puente de Hurgaitz en Irotz
- Puente de la Cárcel en Estella
- Puente de la Espera en Sarria
- Puente de la Magdalena en Pamplona
- Puente de la Molinería en San Justo de la Vega
- Puente de la Rabia en Zubiri
- Puente de la Reina en Puente la Reina
- Puente de los Bandidos en Larrasoaña
- Puente de Piedra en Logroño
- Puente de Piedra en Mansilla de las Mulas.
- Puente del Arzobispo en Villalbilla de Burgos.
- Puente del Paso Honroso en Hospital de Órbigo.
- Puente romano en Las Herrerías.
- Puente romano en Pedrouzco.

Ventas, hosterías, hospitales y otros servicios imprescindibles para atender al peregrino se han ido levantando a lo largo de los siglos. Muchos de estos establecimientos han llegado hasta nuestros días, si bien no todos son empleados para funciones muy distintas a las que en origen se pretendía:
- Gran Hospital de Peregrinos en Roncesvalles.
- Hospital de la Herrada en Carrión de los Condes.
- Hospital de la Reina en Ponferrada.
- Hospital de La Virgen del Puente en Sahagún.
- Hospital de los Ingleses en Las Herrerías.
- Hospital de Nuestra Señora de Gracia en Viana.
- Hospital de Nuestra Señora del Perdón en Cizur Menor.
- Hospital de Peregrinos en Itero de la Vega.
- Hospital de Peregrinos en San Nicolás del Real Camino.
- Hospital de Peregrinos en Triacastela.
- Hospital de San Antonio en Sarria.
- Hospital de San Antonio Abad en Villafranca Montes de Oca.
- Hospital de San Juan en Astorga.
- Hospital de San Lázaro en Redecilla del Camino.
- Hospital de San Lázaro de la Misericordia en Belorado.
- Hospital de San Marcos en León.
- Hospital de San Nicolás en Itero del Castillo.
- Hospital de Santiago en Villafranca del Bierzo.
- Hospital del Rey en Burgos.
- Hostal de los Reyes Católicos en Santiago de Compostela.
- Hostería de Palmeros en Frómista.
- Hostería de San Giraldo de Aurillac en O Cebreiro.
- Venta del Caminante en Erro.

Y como elementos esenciales para saciar la sed de caminantes y peregrinos, muchas fuentes regalan sus aguas a los viajeros que transitan esta vía:
- Fuente Ancos en Villadangos del Páramo.
- Fuente de la Rueda en Boadilla del Camino.
- Fuente de la Salud en Cacabelos.
- Fuente de la Trucha en El Acebo.
- Fuente de los Bueyes en Santiago de Compostela.
- Fuente de los Peregrinos en Logroño.
- Fuente de los Romeros en Azofra.
- Fuente de San Martín en Estella.
- Fuente del Crucero en Fuentes Nuevas.
- Fuente del Moro en Villamayor de Monjardín.

Numerosos cruceros marcan el camino a seguir no sólo en este, sino en muchos de los trazados históricos de peregrinación jacobea. Entre ellos el Crucero de Santa María en Arzúa, el Crucero de Santo Toribio en San Justo de la Vega, la Cruz de Ferro en Foncebadón, la Cruz de los Valientes en Grañón, la Cruz de Monjardín en Villamayor de Monjardín, la Cruz Inmaculista en Villatuerta, la Gran Cruz de los Peregrinos en Roncesvalles, o los de O Cebreiro, Gonzar, Avenostre, Casanova y Leboreiro.
- A lo largo del camino, existen señales que lo identifican. Unas están directamente relacionadas con la peregrinación como los Monumentos al Peregrino de Burgos. Obanos o el Alto do Poio. Uno de los más conocidos es sin duda el Homenaje al Peregrino Alemán en El Acebo.
- Los Royos Jurisdiccionales, aunque no están vinculados al camino en sí, acompañan al viajero en muchas de las localidades otrora poderosas. Entre ellos el de Azofra o el de Boadilla del Camino.
- Otros monumentos reseñables con cierta relación jacobea son el Mosaico del Juego de la Oca en Logroño, los Hitos del Camino en Ventosa o los Atributos Arzobispales en Astorga.

#### Construcciones defensivas
Para proteger al peregrino, numerosas construcciones defensivas han sido necesarias a lo largo de los siglos. En la actualidad, muchas de ellas se han convertido en auténticos monumentos fedatarios de la historia y la cultura de España y Europa.
- Los Recintos Amurallados de ciudades como Astorga, Burgos, León, Logroño, Los Arcos, Pamplona, Puente la Reina o Santo Domingo de la Calzada son buenos ejemplos de estas construcciones.
- En muchas de ellas quedan aún en buen estado de conservación las puertas y arcos que permitían el paso a la ciudad. Como ejemplos el Arco de la Concepción en Mansilla de las Mulas, el Arco de Santa María en Burgos, la Puerta de San Roque en Melide o la Puerta del Camino en Logroño.
- Pero además, notables fortalezas protegían el camino:
- Castillo de los Templarios en Ponferrada.
- Castillo de Pambre en Palas de Rey.
- Castillo de San Esteban en Deyo.
- Castillo de Zalatambor en Estella.
- Castillo medieval en Trabadelo.
- Ciudadela en Pamplona.

#### Arquitectura civil
- El poder político que históricamente han adquirido muchas de las poblaciones por las que discurre el camino han permitido la construcción de edificios lor artístico e histórico. Entre los que dan cabida a la administración política pueden reseñarse los Ayuntamientos de León, Logroño, Pamolona, Ponferrada, Puertomarín o Viana, o la Cámara de Comptos de Navarra en Pamplona.
- La prosperidad económica queda plasmada con gran claridad en la multitud de palacios y edificios residenciales construidos a lo largo de la Historia. Una ínfima parte de ellos pueden ser:
- Casa Botines en León.
- Casa de Doña Urraca en Molinaseca.
- Casa del Cabildo en Santiago de Compostela.
- Castillo de los Marqueses en Villafranca del Bierzo.
- Palacio de los Condestables de Castilla en Burgos.
- Palacio de los Guzmanes en León.
- Palacio de los Reyes de Navarra en Estella.
- Palacio de Torquemada en Villafranca del Bierzo.
- Palacio del Patrimonial en Puente la Reina.
- Palacio Episcopal en Astorga.
- Pazo de Raxoi en Santiago de Compostela.
- Pazo de Vaamonde en Santiago de Compostela.

### Patrimonio cultural y popular
Entre los museos más destacables que puede visitar el viajero en esta ruta, se encuentran:
- Museo Arqueológico y de Bellas Artes en Burgos.
- Museo del Retablo en Burgos.
- Biblioteca Jacobea en Carrión de los Condes.
- Museo de Arte Contemporáneo de Castilla y León en León.
- Museo Provincial en León.
- Museo y Biblioteca en Roncesvalles.
- Centro Gallego de Arte Contemporáneo en Santiago de Compostela.
- Pamplona, Logroño, Burgos, León y Santiago de Compostela son sedes de algunas de las más importantes Universidades europeas.
- No son pocas las leyendas y relatos que, vinculados o no a la peregrinación jacobea, se cuenta acontecieron en estas tierras:
- El Milagro de Fuente Reniega en Alto del Perdón.
- El Milagro de los Pastores en Estella.
- La Leyenda del Puente del Paso Honroso en Hospital de Órbigo.
- El Milagro del Asno del Apóstol en Pamplona.
- El Mito de Roldán y Farragut en Poyo de Roldán.
- El Milagro del Pajarito y la Virgen en Puente la Reina.
- El Milagro de la Gallina en Santo Domingo de la Calzada.
- Aparición de la Virgen del Camino en Valverde de la Virgen.

Aunque algunas de ellas pueden ser ciertamente controvertidas y polémicas, entre las manifestaciones populares más conocidas que se celebran a lo largo del camino destacan las siguientes, todas ellas declaradas de Interés Turístico Nacional o Internacional:
- La Ronda y la Procesión de los Pasos en León.
- Semana Santa en León.
- Fiestas Patronales de Santo Domingo en Santo Domingo de la Calzada.
- Día de las Peñas en Burgos.
- Sanfermines en Pamplona.
- Fiestas patronales en Estella.
- Batalla de Atapuerca en Atapuerca.
- Fiestas de la Vendimia en Logroño.
- Semana Santa en Ponferrada

## Mapas del Camino francés

### Camino francés en España
La descarga de estas rutas, en diferentes formatos, para integración en dispositivo móvil u otros usos, se puede realizar según se indica en enlaces externos.

## Galería de imágenes

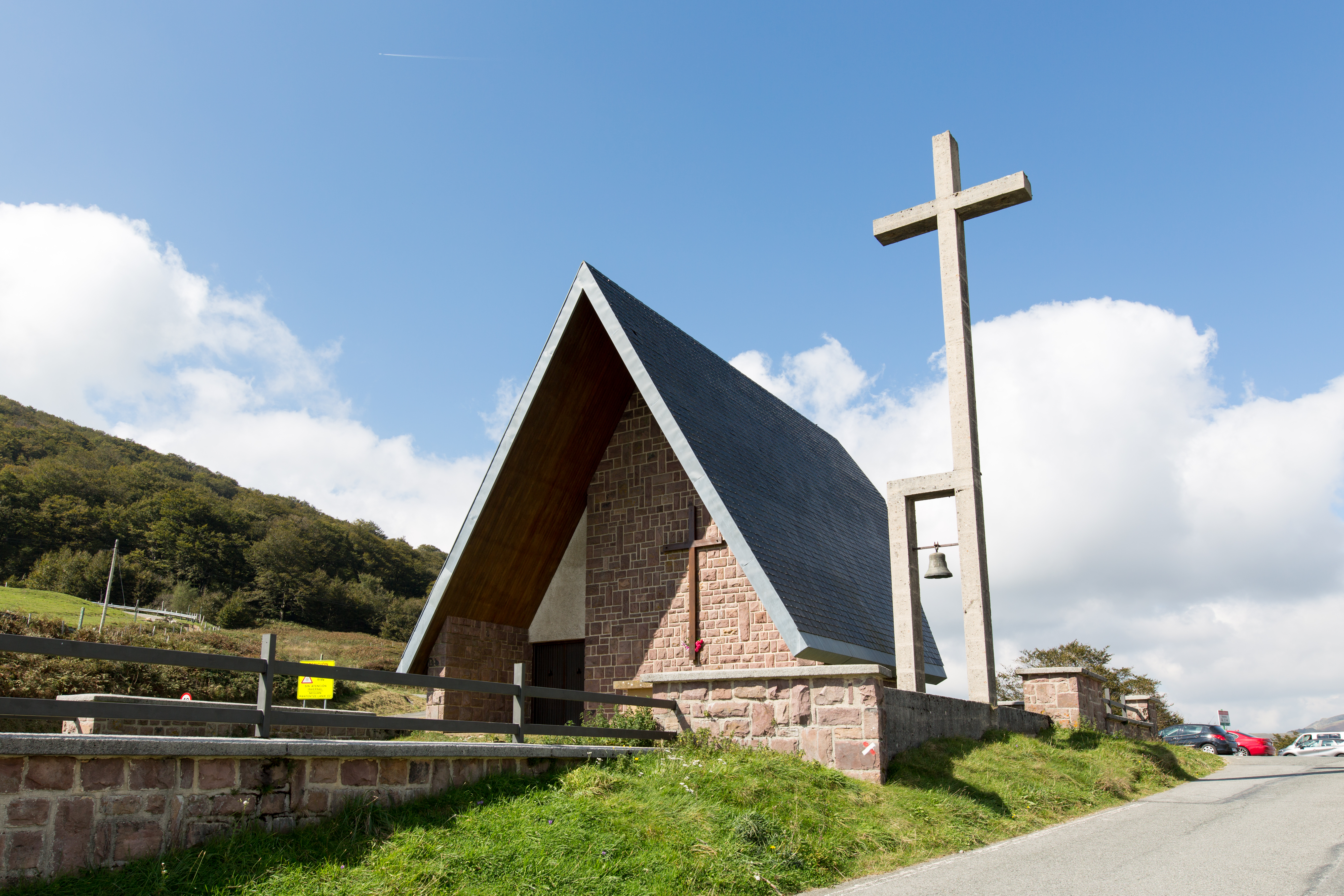
San Salvador de Ibañeta
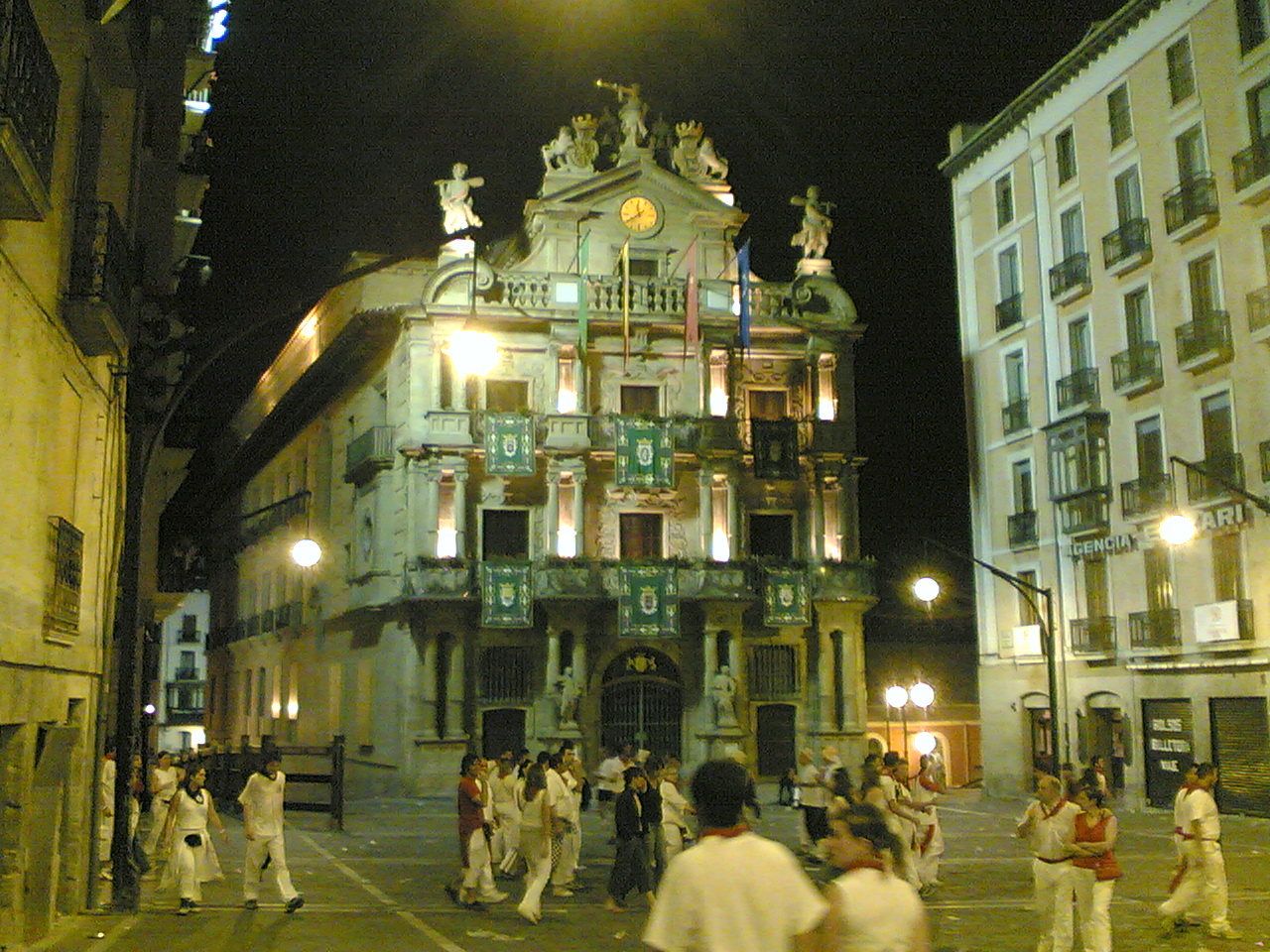
Ayuntamiento de Pamplona.
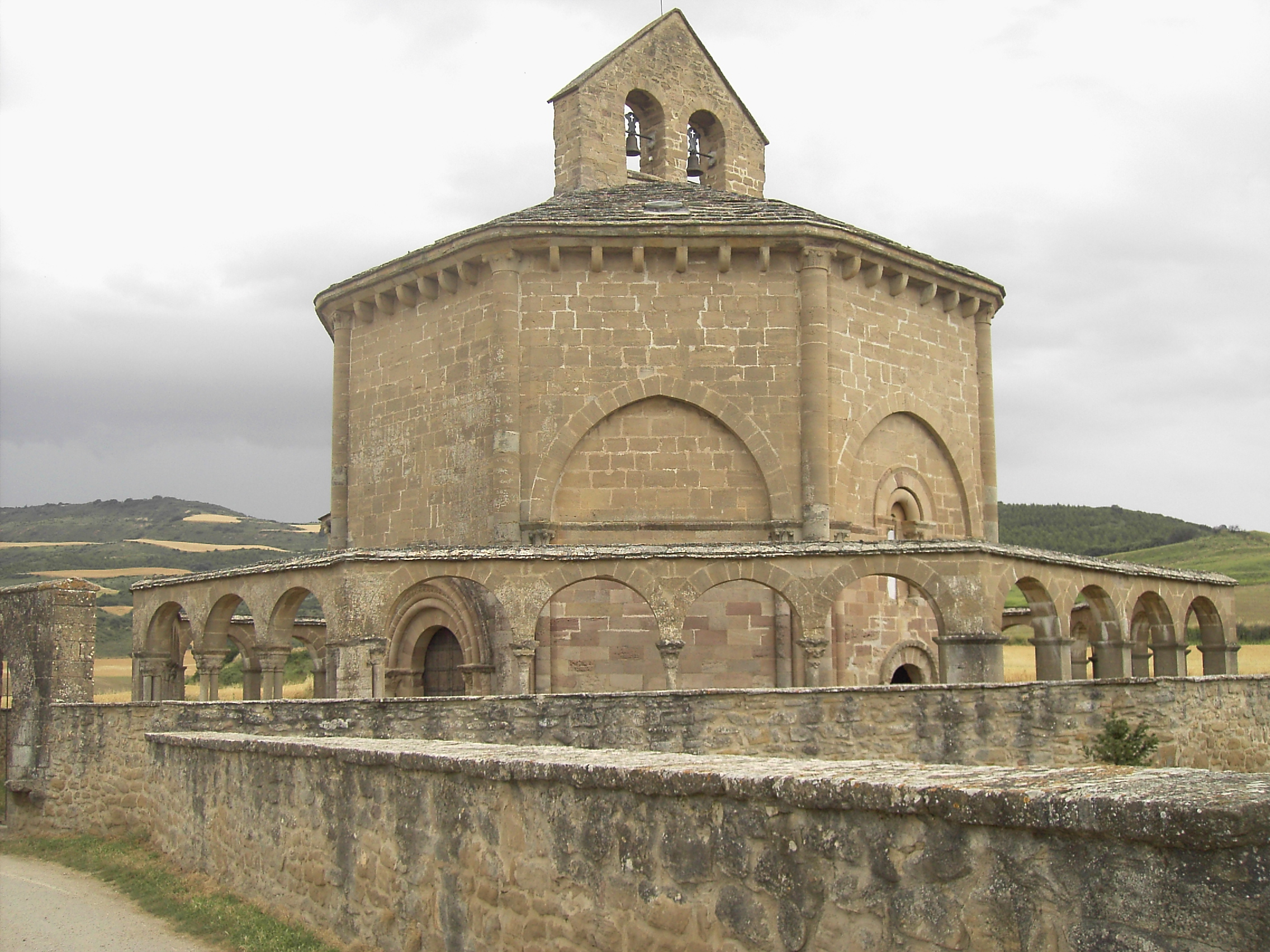
Santa María de Eunate en Muruzábal.
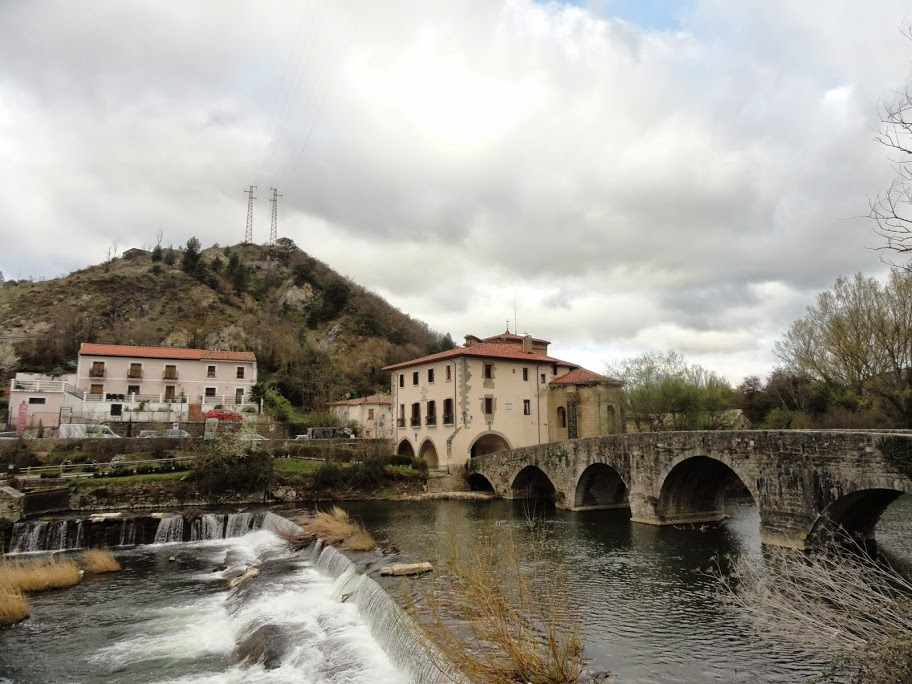
Albergue de Trinidad de Arre
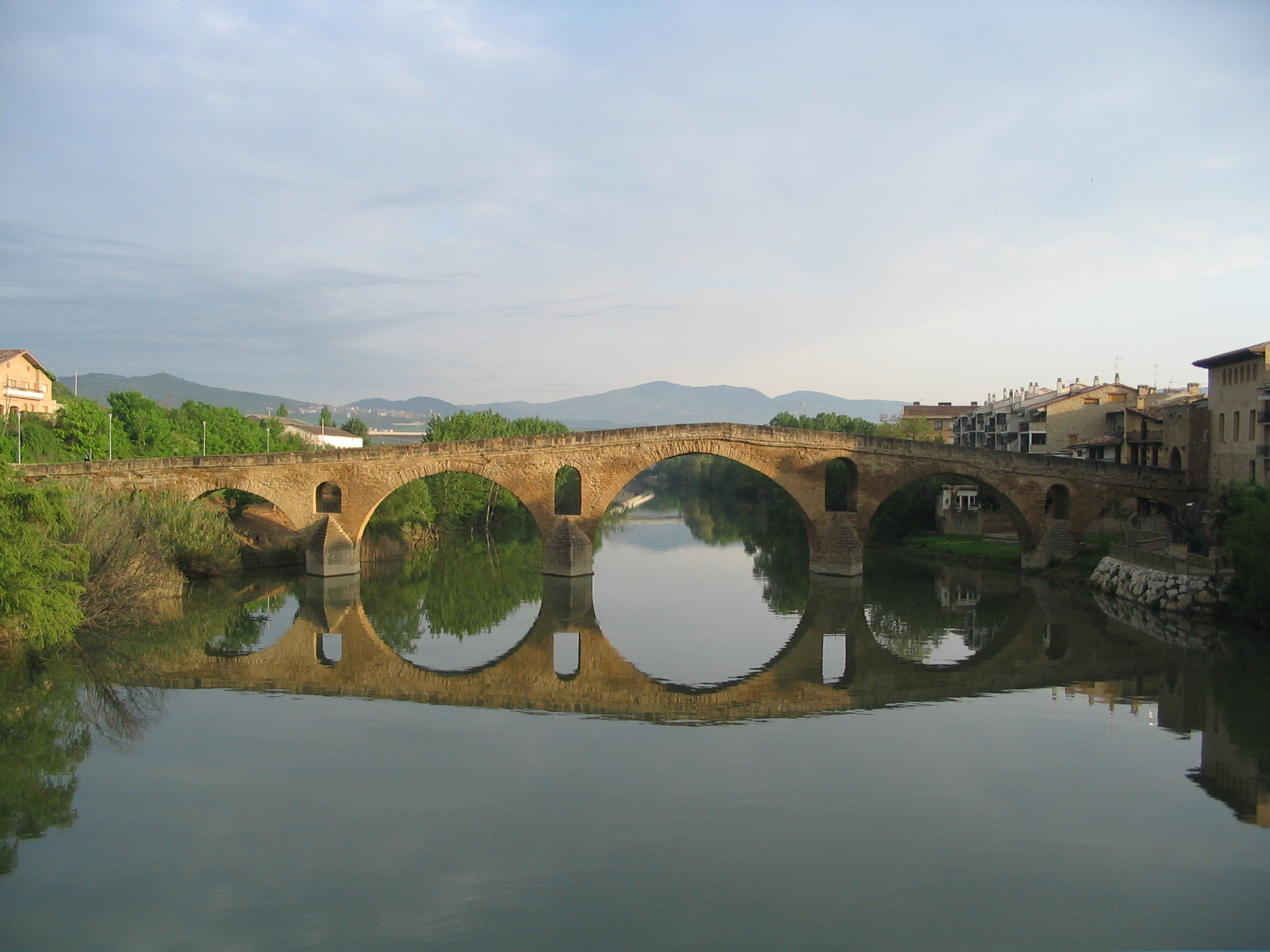
Puente de la Reina en Puente la Reina.
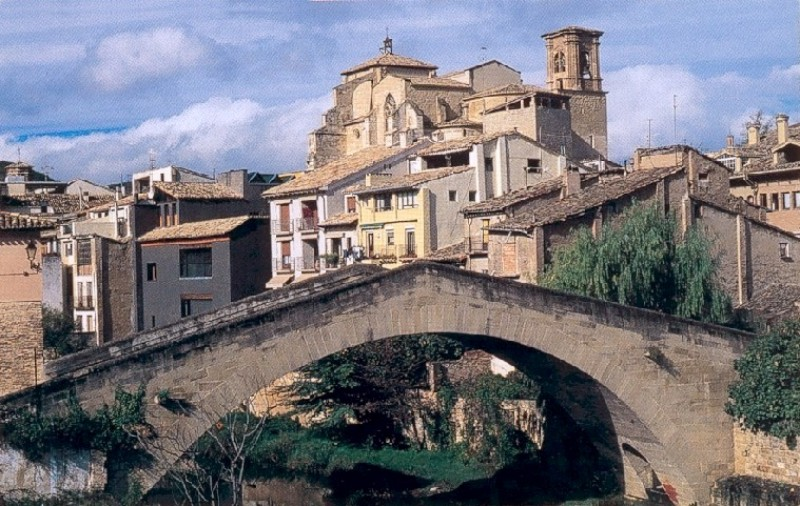
Puente de la Cárcel en Estella.
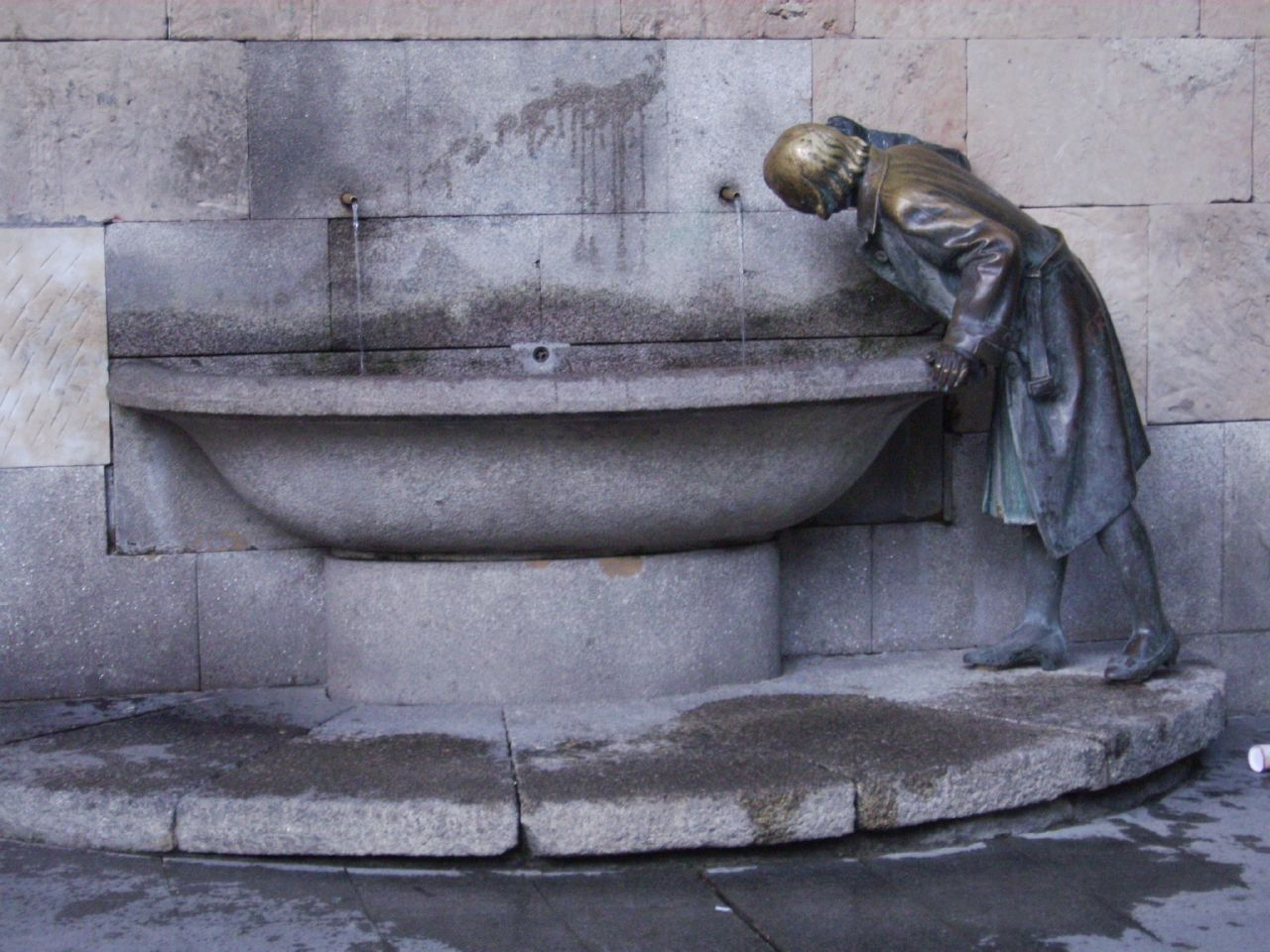
Fuente del Ayuntamiento en Logroño.
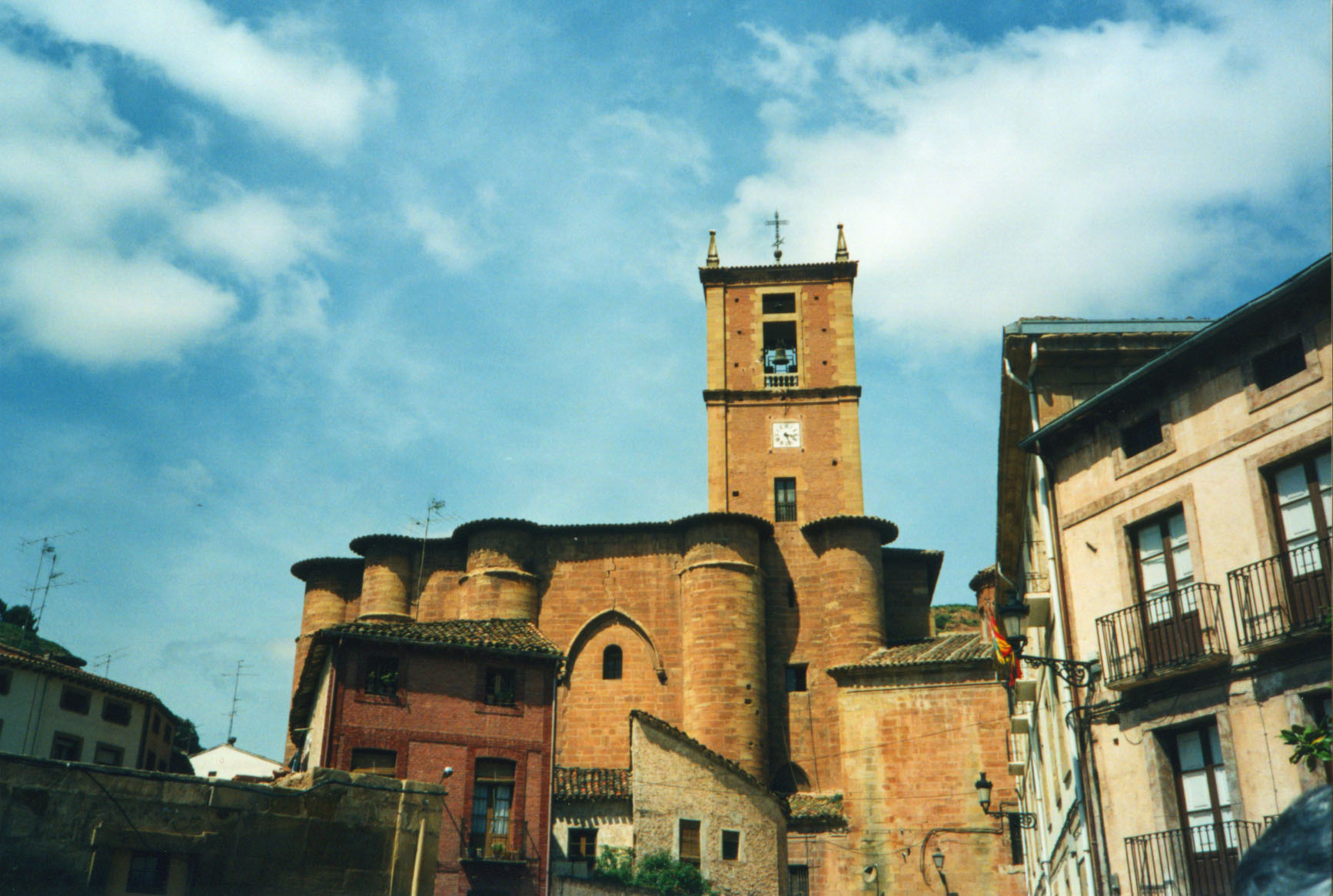
Monasterio de Santa María la Real en Nájera.
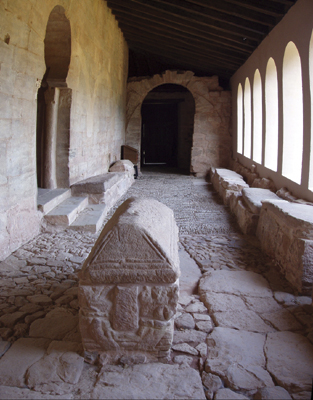
Monasterio de Suso en San Millán de la Cogolla.
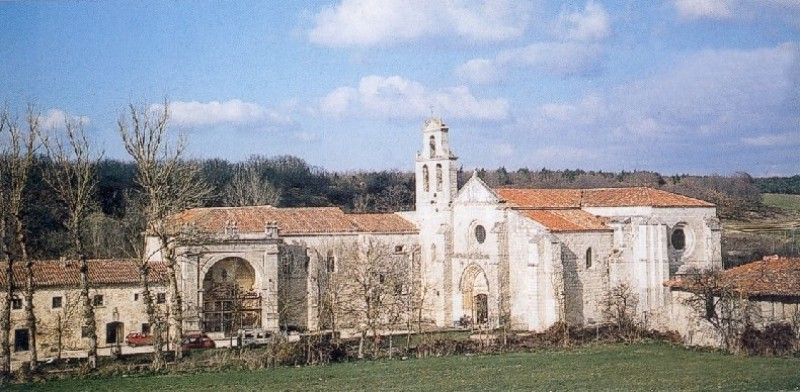
Monasterio de San Juan en San Juan de Ortega.
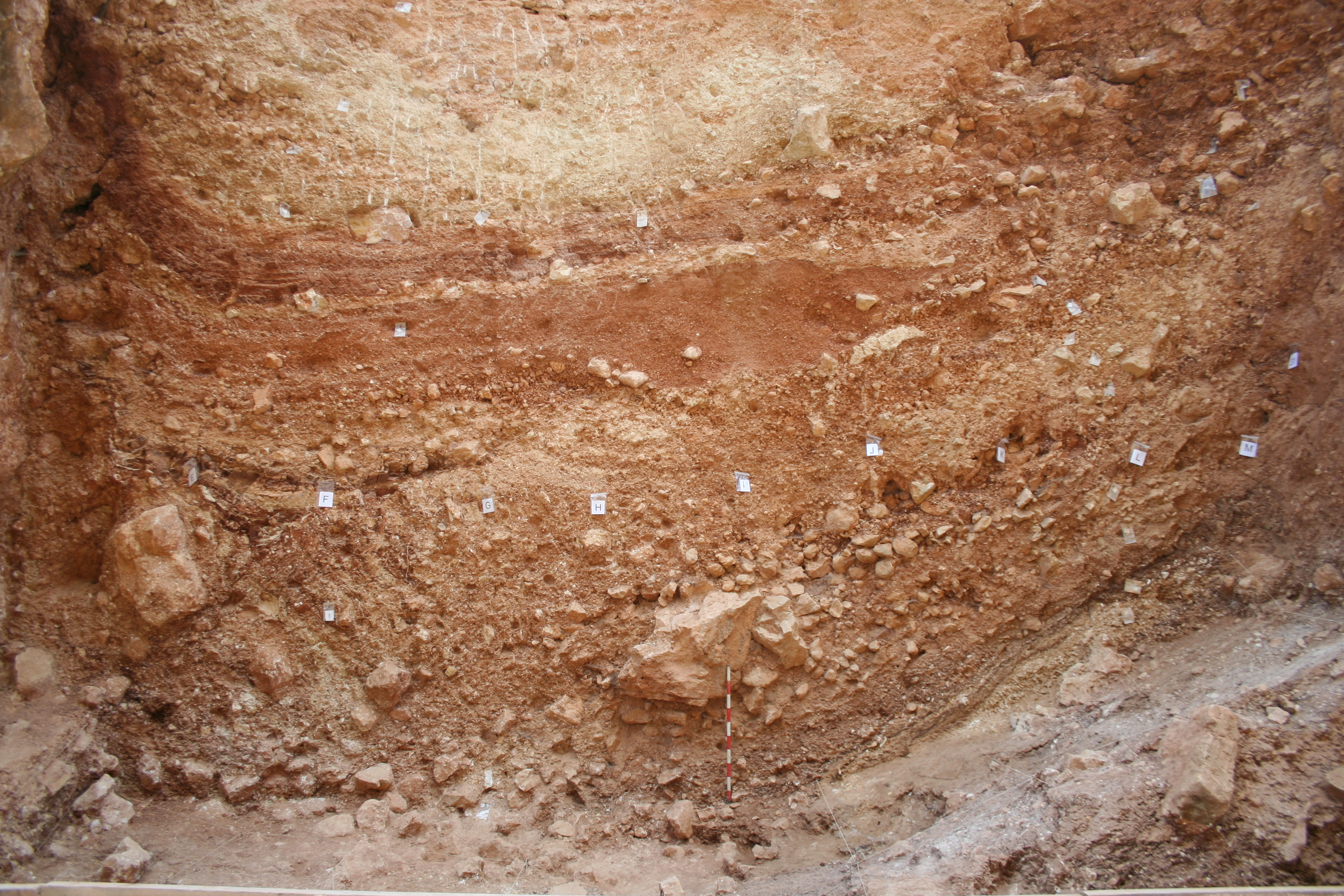
Sima del Elefante en Atapuerca.
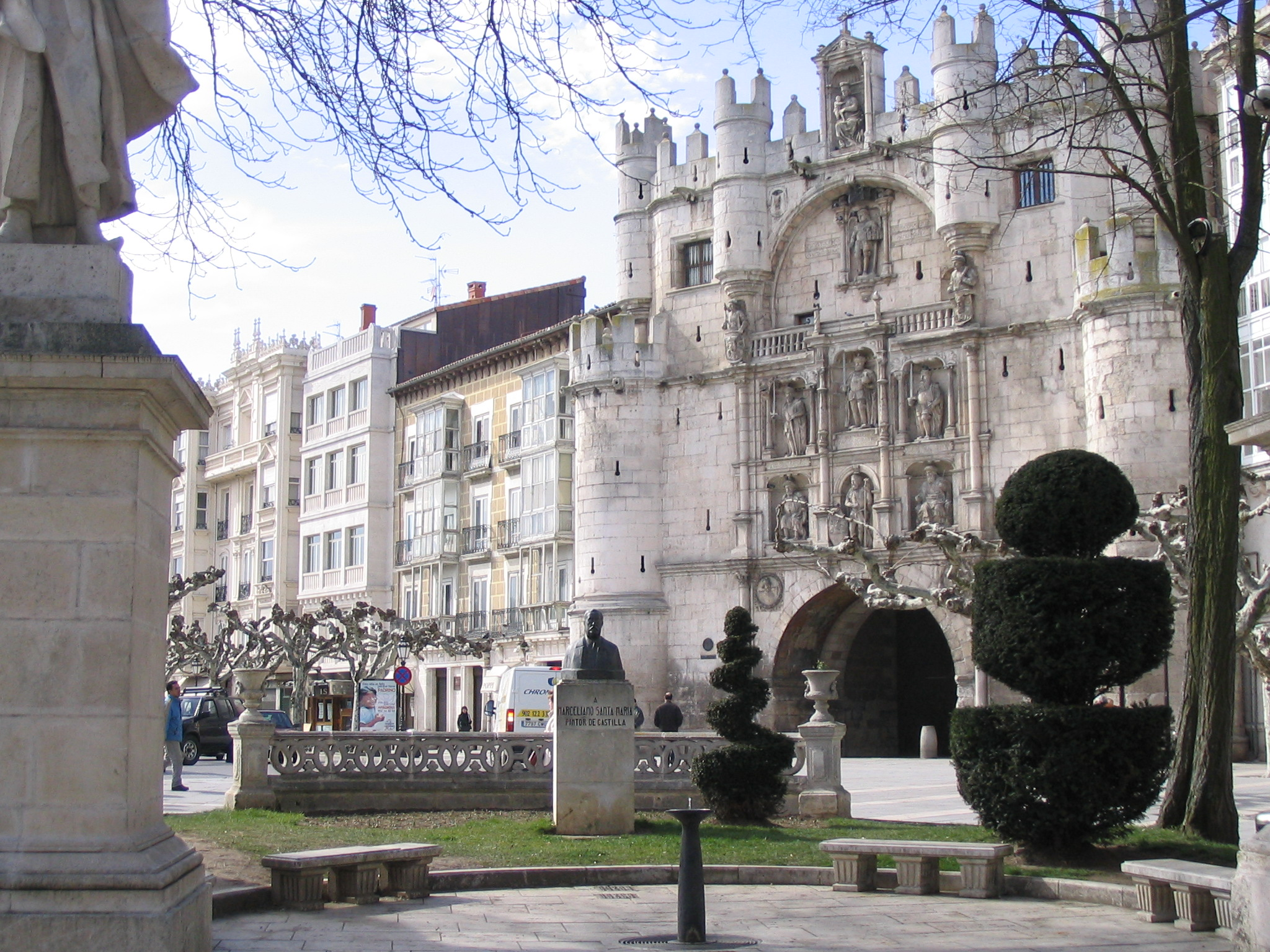
Arco de Santa María en Burgos.
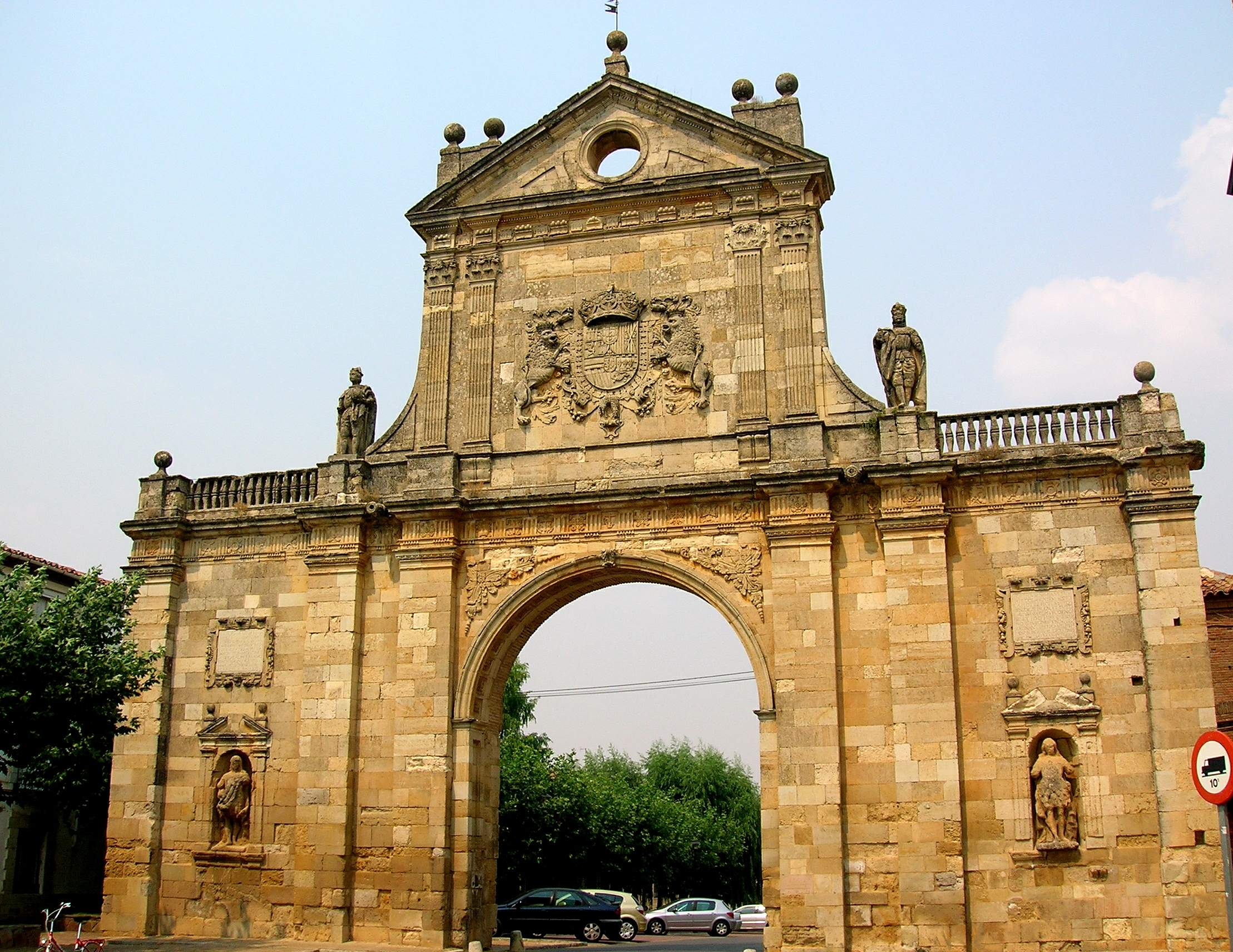
Arco de San Benito en Sahagún.
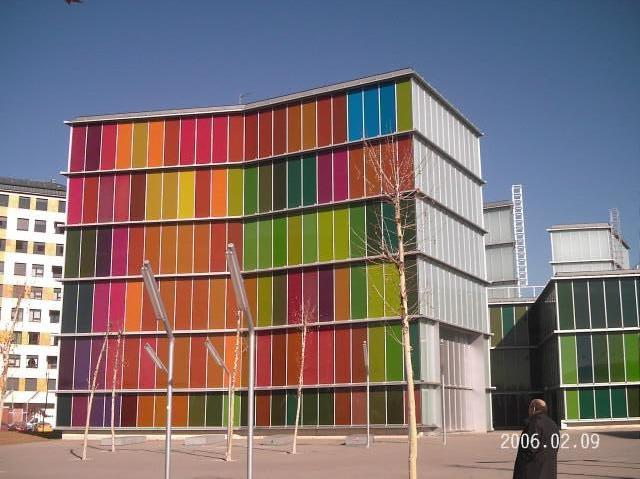
Museo de Arte Contemporáneo en León.
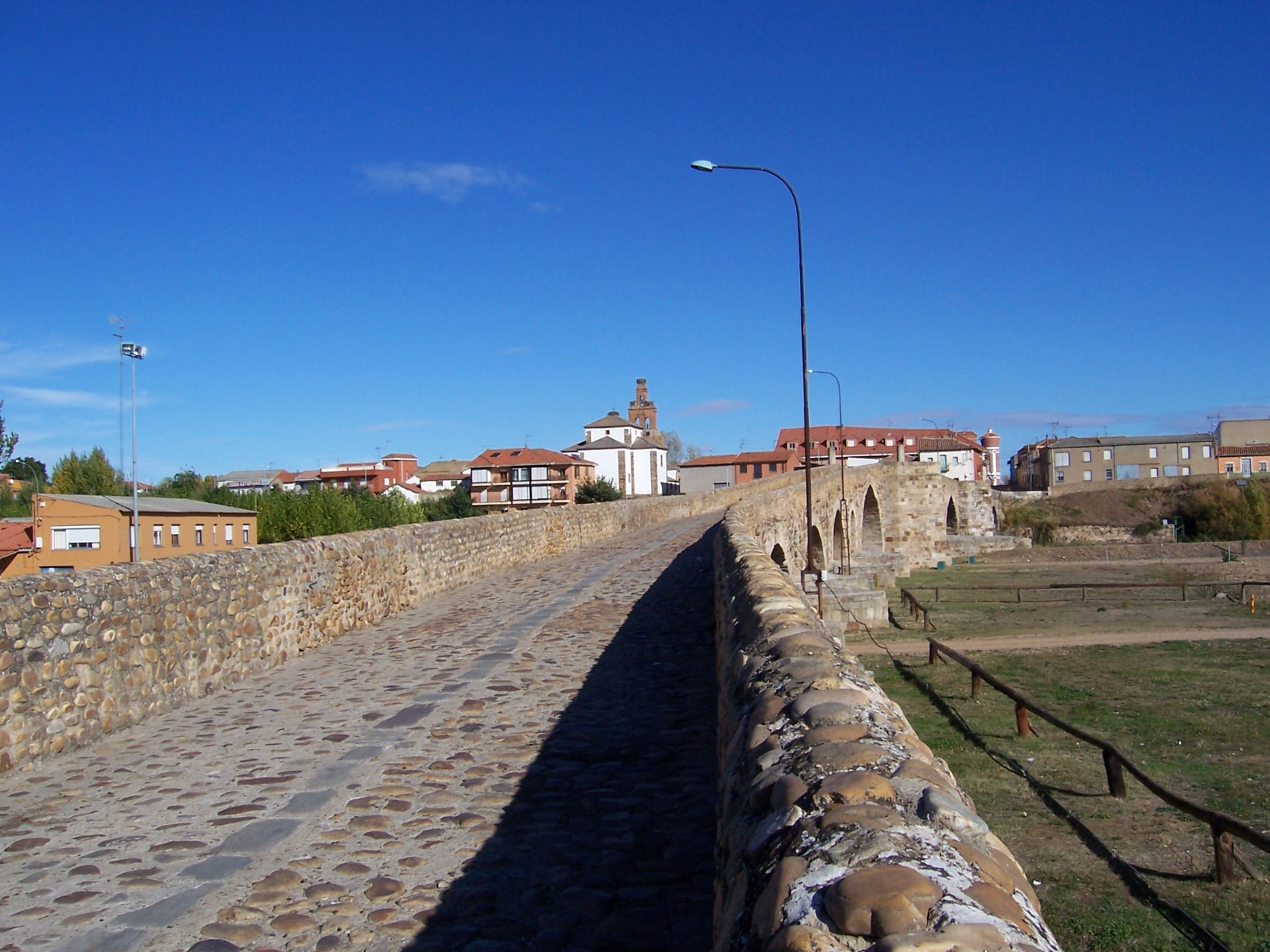
Puente del Paso Honroso en Hospital de Órbigo.
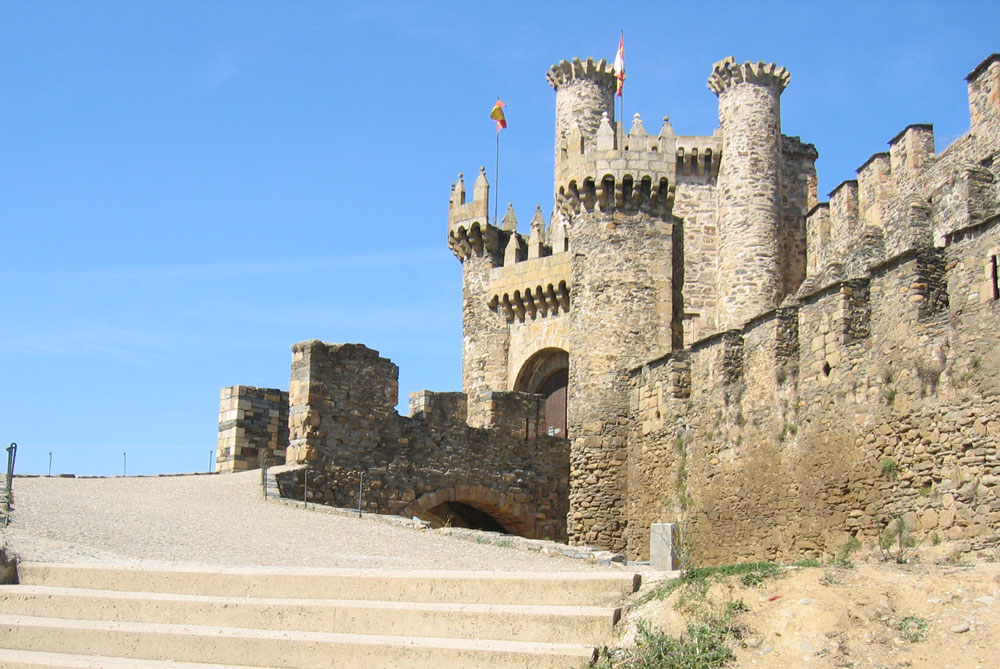
Castillo Templario en Ponferrada.
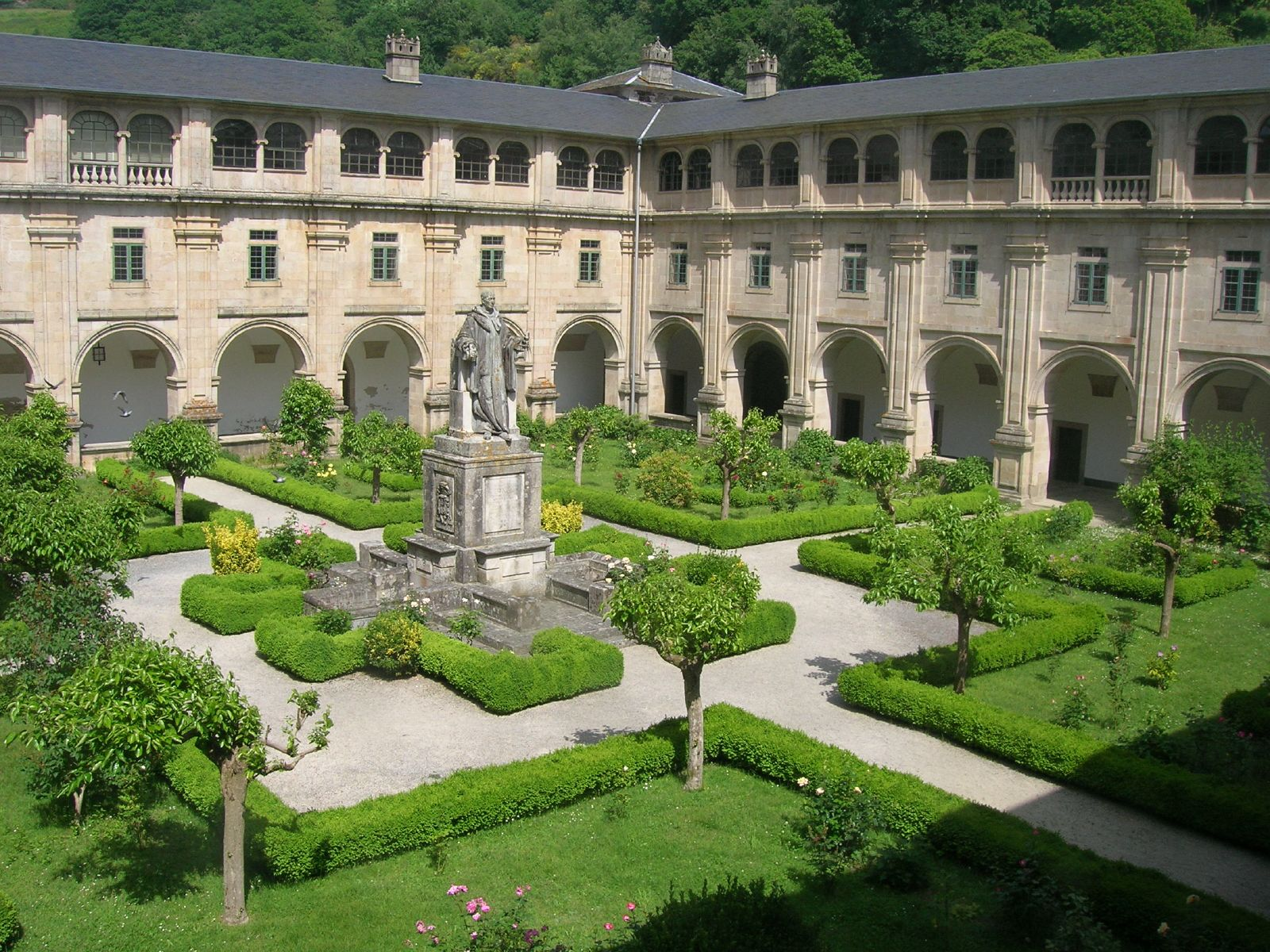
Monasterio de San Julián en Samos.
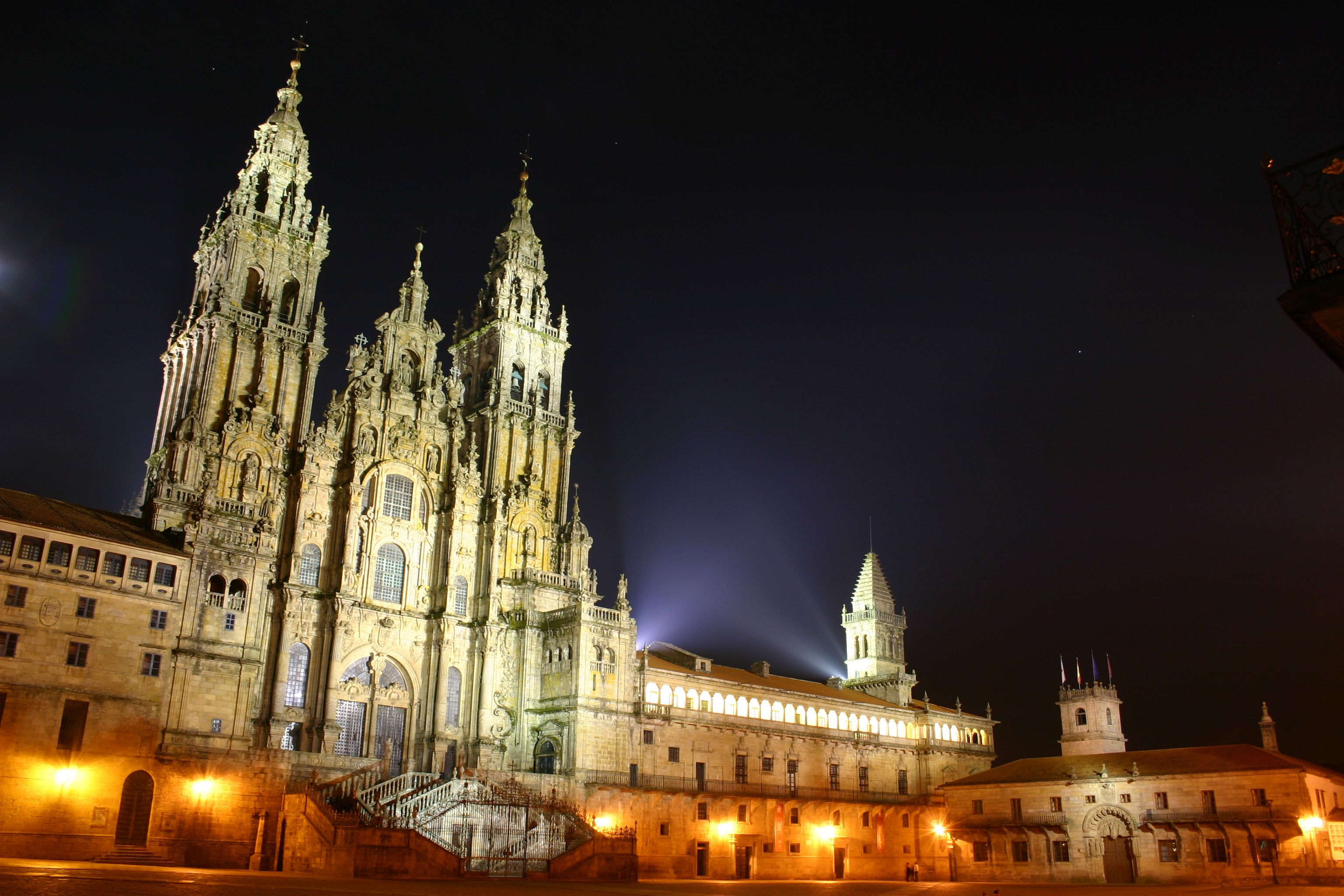
Catedral de Santiago de Compostela.

## Bbibliografía
- Camino de Madrid a Santiago de Compostela. S. Martínez, F.G.Mascarell, M. de Paz. Ed. Asociación de los Amigos de los Caminos de Santiago de Madrid. 1999
- Caminos de Santiago del Norte. Asociación Astur-Leonesa de Amigos del Camino de Santiago. 2004
- Caminos jacobeos de Zamora. Pueblos y valores. Alfonso Ramos de Castro. 2000
- El Camino de Santiago. Antón Pombo. Ed. Anaya Touring. 2004
- El Camino de Santiago. Federación Española de Asociaciones de Amigos del Camino de Santiago. Ed. Valverde. 1993
- Esencial Camino de Santiago. José Antonio Ortiz, Manuel Paz de Santos, Francisco García Mascarell. Asociación de Amigos del Camino de Madrid. 2001
- Camino de Santiago: una visión histórica desde Burgos . Martínez García Luis, Cajacírculo, 2004, Burgos, España, ISBN 84-89805-12-1